# Svezia
La Svezia (in svedese Sverige [ˈsvæɾje] ), ufficialmente chiamata Regno di Svezia (in svedese Konungariket Sverige), è uno Stato membro dell'Unione europea, dell'ONU e della NATO, situato nella penisola scandinava.
Confina con la Norvegia a ovest e con la Finlandia a nord-est; è bagnata dal mar Baltico e dal Golfo di Botnia a est, e dagli stretti dello Skagerrak e del Kattegat a sud-ovest; lo stretto dell'Öresund, che separa la Svezia dalla Danimarca, è dal 2000 attraversato dal ponte omonimo che collega i due Paesi rispettivamente tra Malmö e Copenaghen.
Con i suoi 449 964 km² di superficie la Svezia è il quinto Stato più esteso dell'Europa politica dopo Russia, Ucraina, Francia e Spagna, nonché il terzo dell'Unione. Si estende per una lunghezza di oltre 1 500 km in linea d'aria da nord a sud. La densità della popolazione è bassa e tende a concentrarsi nelle città principali. Il territorio interno è per buona parte occupato da foreste. Lo Stato è ricco di risorse naturali (legname, ferro, acqua) e l'economia svedese permette alla popolazione di godere di uno fra i più elevati tenori di vita al mondo: la Svezia è saldamente ai primi posti nelle classifiche dell'ONU sullo sviluppo umano.
La Svezia è una monarchia costituzionale il cui sovrano è, dal 1973, Carlo XVI Gustavo. Il primo ministro è Ulf Kristersson. Lo svedese è lingua ufficiale dal 1º luglio 2009. L'ingresso nell'Unione europea avvenne il 1º gennaio 1995.
Fino al XIX secolo la Svezia era uno degli Stati più poveri d'Europa. In seguito, lo sviluppo dei trasporti permise un intenso sfruttamento delle sue risorse naturali (legname e ferro), fattore che portò a un vigoroso sviluppo. Un elevato livello di istruzione e le liberalizzazioni economiche contribuirono, alla fine dell'Ottocento, all'affermarsi di un'avanzata industria manifatturiera. I primi decenni del XX secolo furono caratterizzati dall'affermarsi dello stato sociale, che rimane tra i più efficienti al mondo.

## Geografia
Il territorio è prevalentemente montuoso verso ovest, dove si trovano i Monti Scandinavi che separano il paese dalla Norvegia. Si tratta di un rilievo maturo, risalente all'orogenesi caledoniana, quindi caratterizzato da forme arrotondate, con l'eccezione di alcuni rilievi inaspriti dall'erosione glaciale. La zona propriamente montuosa (che culmina nei 2,103 m del Kebnekaise) digrada progressivamente in un vasto altopiano particolarmente esteso nel settentrione del paese, cedendo alle pianure alluvionali in prossimità delle coste.
La parte centrale del paese, lo Svealand (dal nome degli antichi abitanti, gli "Svear") è prevalentemente pianeggiante, come anche il più meridionale Götaland ("terra dei Goti"): in queste regioni si trovano molti laghi, i maggiori dei quali sono il Vänern, il Vättern e il Mälaren. Queste sono anche le aree maggiormente coltivate, grazie al clima non troppo continentale, addolcito anche dalle estensioni lacustri.
Le isole principali della Svezia sono Gotland e Öland, entrambe nel mar Baltico: in realtà tutte le coste svedesi sono caratterizzate da una miriade di piccole isole, residui dell'attività glaciale e paraglaciale, e spesso in rapido sollevamento per l'eustatismo postglaciale. La capitale stessa, Stoccolma, sorge su centinaia di isole collegate tra di loro e alla terraferma attraverso una miriade di ponti.
Il clima della Svezia varia dal temperato fresco al temperato freddo boreale.
A causa del clima, l'agricoltura non è molto sviluppata, ma nelle zone più fertili è possibile coltivare patate e cereali, mentre le zone meno miti sono il regno di un oculato sfruttamento delle risorse forestali. Il sottosuolo è molto ricco di giacimenti di ferro, localizzati nell'estremo nord, che, come le terre bordeggianti il confine con la Norvegia, è occupato da vegetazione subpolare, limitandone lo sfruttamento all'allevamento delle renne. La Svezia fa parte della regione boreale.

### Ambiente
Nella cultura svedese l'ambiente occupa un posto importante. Qualsiasi parte del territorio, pubblica o privata, sottostà al diritto di pubblico accesso, detto allemansrätten, e questo permette di aumentare i benefici di tutti a patto di rispettare le libertà altrui. Circa l'11% del territorio svedese è tutelato dal punto di vista ambientale. La maggior concentrazione di aree naturali protette si trova nel nord; in totale, si contano più di 3 100 riserve naturali, 4 000 siti tutelati secondo gli accordi europei di Natura 2000 e ventinove parchi nazionali. La Svezia detiene il record mondiale di verde pubblico per abitante (200 m²/ab). L'agenzia svedese che si occupa delle politiche ambientali è chiamata Naturvårdsverket, ed è posta sotto il Ministero dell'ambiente.

#### Il rispetto per l'ambiente
In Svezia, oltre il 60% del territorio è ricoperto dalle foreste, mentre il 7% è destinato alle aree coltivate. Il restante 33% è occupato da ghiacci, torbiere e, specialmente nel nord, tundra. I boschi settentrionali sono ricoperti di conifere (prevalentemente abeti rossi e pini silvestri). Nel sud invece si riscontra una maggiore quantità di latifoglie (salici, frassini, aceri e betulle), nonostante anche in questa parte del paese si stiano progressivamente diffondendo le conifere.
Si cerca di mantenere l'ambiente il più integro possibile, laddove gli alberi vengono abbattuti si procede a politiche di ripopolamento. Tuttavia, la perfetta conservazione dell'ambiente è dovuta sia alla scarsa densità della popolazione, sia al massimo rispetto per la natura, fortemente incentivato e rigorosamente tutelato dalla legge. Gli spazi naturali sono a disposizione di tutti grazie all'allemansrätten, un istituto giuridico del diritto svedese che consente a chiunque di transitare e sostare nelle proprietà private, a patto di non recare danni.
In Svezia permangono tuttavia alcune problematiche ambientali: il bracconaggio è praticato e al nord c'è un forte risentimento verso i Sami, popolazione indigena a cui sono riservati i diritti di caccia e pesca. Inoltre, i bacini settentrionali sono gravemente inquinati, a causa dei danni prodotti dagli scarichi dell'industria cartaria.
Nel 1986, l'inquinamento radioattivo, spinto dai venti dopo il disastro di Černobyl', portò all'abbattimento di migliaia di renne e riportò alla ribalta il tema dell'energia nucleare, rafforzando i movimenti ecologisti. Tutto ciò si aggiunse ai risultati del referendum del 1980, in cui i cittadini svedesi stabilirono l'abbandono del nucleare. Questa situazione portò poi nel 1997 all'approvazione di una legge che decretò la dismissione totale delle centrali nucleari entro il 2010. Però, nonostante le decisioni precedenti, nei primi mesi del 2009 è stato stabilito che la Svezia non spegnerà più le centrali esistenti e, anzi, ne costruirà delle altre quando quelle già esistenti termineranno il loro ciclo di vita: in tal modo non aumenterà il numero dei reattori, bensì accrescerà la potenza complessiva. Grazie al mix energetico di nucleare e fonti rinnovabili, la Svezia gode di emissioni tra le più basse d'Europa.

#### Parchi nazionali e aree protette

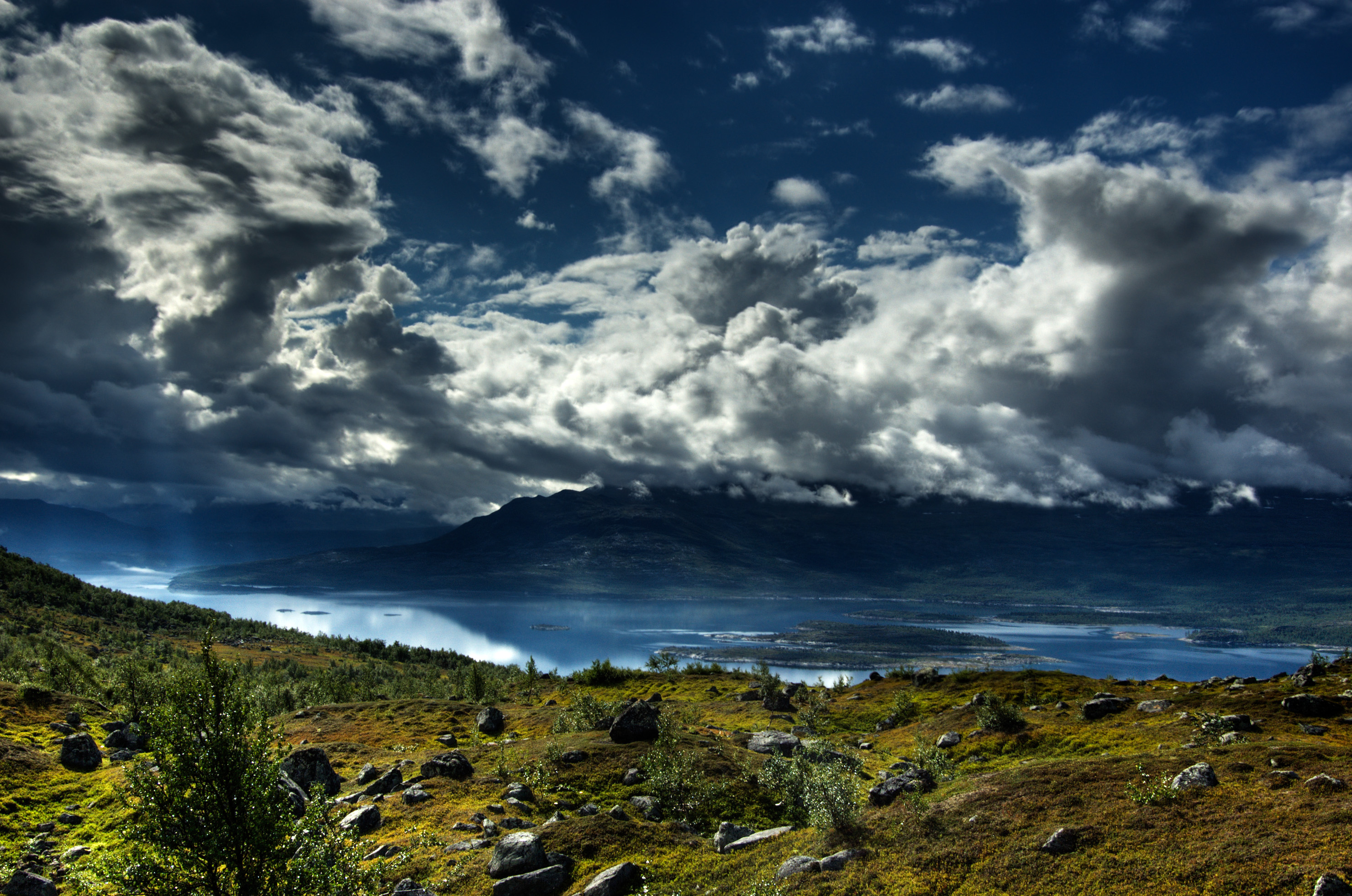
la vista del Parco nazionale Stora Sjöfallet

La prima area protetta in Svezia e in Europa fu istituita nel 1909 insieme ad altri nove parchi nazionali. Tra il 1918 e il 1962 ne furono creati altri sette, cui se ne aggiunsero altri dodici tra il 1982 e il 2002. L'obiettivo era quello di creare un certo numero di parchi nazionali che rappresentasse le peculiarità di tutte le diverse regioni della Svezia. Il territorio dei parchi svedesi è di proprietà statale, mentre i parchi sono gestiti dalla Naturvårdsverket (Agenzia di Protezione Ambientale): quest'agenzia ha il diritto di proporre l'istituzione di nuove aree protette, anche se la decisione finale spetta al Parlamento. Infatti, i parchi la cui istituzione è stata già proposta sono dodici.
La Svezia conta ventinove parchi nazionali (in svedese: Nationalparker), l'ultimo dei quali, il Kosterhavet, è stato istituito il 9 settembre 2009 (cento anni dopo l'istituzione del primo parco) ed è la prima area marina protetta della Svezia. A parte questo caso eccezionale, circa il 90% della superficie dei parchi è situata in montagna; altri biotopi tipici comprendono piante decidue e paludi. I parchi e le oltre 3 200 aree protette (naturalvårdsområde) coprono circa l'11% del territorio nazionale.
Nel 1996 l'area lappone (che si sviluppa all'interno della Lapponia svedese per più di 9500 km²) è stata inserita fra i Patrimoni dell'umanità dall'UNESCO. Il 95% di questa regione è protetto ed è suddiviso in quattro parchi (Sarek, Muddus, Stora Sjöfallet e Padjelanta). Inoltre, questi quattro parchi sono attraversati dal Kungsleden (Sentiero del Re), un percorso di 425 km istituito un secolo fa. La località di partenza del sentiero, Abisko, è ritenuta la migliore per ammirare l'aurora boreale.
Con l'eccezione del Parco nazionale Sarek, costituito da terre selvagge, tutti i parchi sono facilmente accessibili e sono dotati di un naturum, un centro visite con numerose mostre e attività.

### Il territorio
Il territorio svedese è diviso in tre regioni naturali ben distinte:
- Norrland (Terra del nord) è il regno della tundra, a settentrione, e delle foreste di conifere. Occupa quasi due terzi del territorio svedese.
- Svealand (Terra degli Svedesi) è la grande pianura centrale, caratterizzata da moltissimi laghi di origine glaciale. I più vasti sono: il Vänern, il Vättern, il Mälaren e il Hjälmaren.
- Götaland (Terra dei Goti) è occupato al centro dell'altopiano dello Småland e si sviluppa in una fertile pianura fino alle coste.

#### Idrografia

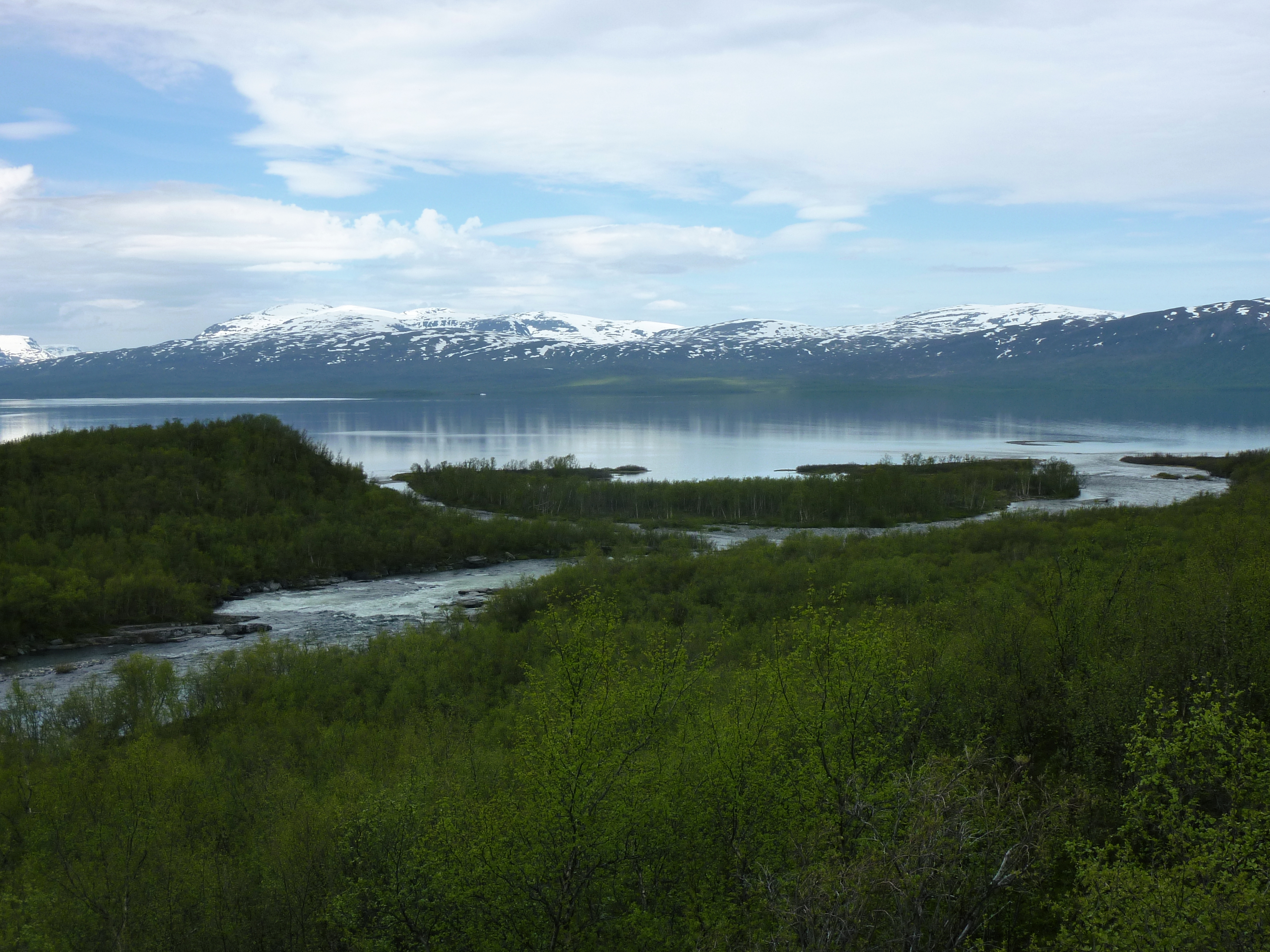
Fiume Abiskojåkka e lago Torneträsk

Circa il 9% del territorio svedese è coperto da fiumi e laghi. Questi vengono utilizzati per la navigazione interna e per la pesca oppure per la pratica di sport come la vela. Inoltre, il patrimonio idrico costituisce una grande risorsa idroelettrica, soprattutto nella parte centro-settentrionale del paese, dove i fiumi sono utilizzati anche per la fluitazione del legname.

##### Le coste
Le coste svedesi si sviluppano in lunghezza circa 2400 km; esse sono basse, frastagliate e caratterizzate dalle profonde insenature dei fiordi e dagli estuari dei fiumi.

##### I fiumi
Molti fiumi scendono dal versante orientale delle Alpi Scandinave e hanno un percorso breve. Quelli principali sono Torneälven, Kralälven-gota e Dalaläven.

##### I laghi
Nella regione centrale vi è un gran numero di laghi, tra cui il Vänern (il più grande della Svezia e il terzo più grande d'Europa), il Vättern e il Mälaren.

##### I canali
Il canale di Göta, che collega Göteborg a Stoccolma passando per il lago Vänern, è un'attrazione turistica: infatti lungo il suo corso si effettuano crociere che consentono di attraversare buona parte del paese.

#### Clima
Il clima della Svezia varia da regione a regione. A nord il clima è subartico con inverni molto lunghi e freddissimi, precipitazioni prevalentemente nevose, ed estati brevi con temperature medie di poco sopra lo zero. Nell'entroterra il clima è continentale con inverni molto lunghi e freddi ed estati brevi e calde. A sud, infine, il clima è freddo-temperato a causa dell'effetto di mitigazione della Corrente del Golfo.

## Storia
Esistono prove sufficienti a sostenere che l'area comprendente l'attuale Svezia fu colonizzata durante l'età della pietra, quando i ghiacciai dell'ultima era glaciale si ritirarono. Si crede che i primi abitanti fossero cacciatori e raccoglitori, che vivevano principalmente di quello che il mare offriva loro.
Alcuni indizi avallano l'ipotesi che la Svezia meridionale fosse densamente popolata durante l'età del bronzo scandinava, in quanto sono stati rinvenuti i resti di alcune grosse comunità commerciali.
Tacito, autore romano, parlava nel De Origine et situ Germanorum del potente e numeroso popolo dei Sueoni (Svear in norreno), i quali avrebbero dato origine al nucleo statale della futura Svezia. Infatti il nome Sverige ("Svezia" in svedese) deriva da Svea rike ("regno dei Sueoni").
Durante il IX secolo e X secolo fiorì in Svezia la cultura vichinga, o più precisamente Varega, con commerci, incursioni e colonizzazioni che si estendevano principalmente verso est in direzione dei Paesi baltici, della Rus' di Kiev e del mar Nero.
Nel 1397 le tre nazioni di Norvegia, Danimarca e Svezia furono unite sotto un unico monarca costituendo l'Unione di Kalmar. L'Unione di Kalmar ebbe carattere personale e non politico e durante il XV secolo la Svezia resistette ai tentativi di centralizzare il governo sotto il re danese, fino al punto di giungere alla ribellione armata. La Svezia si separò nel 1523, quando Gustav Eriksson Vasa, più tardi conosciuto come Gustavo I di Svezia, ristabilì la separazione della Corona Svedese dall'Unione.
Il XVII secolo vide la Svezia emergere come una delle grandi potenze europee grazie alla sua vittoriosa partecipazione, cominciata dal re Gustavo Adolfo, nella guerra dei trent'anni. Questa posizione crollò nel XVIII secolo durante la grande guerra del Nord quando l'Impero russo prese le redini del Nord Europa. Decisiva fu la Campagna di Poltava, nell'Ucraina centrale, combattuta nel luglio 1709, nella quale l'esercito svedese comandato dal feldmaresciallo Rehnskiöld e dal re Carlo XII, costretto su una barella da una ferita, venne pesantemente sconfitto dall'esercito russo di Pietro il Grande. Alcuni anni più tardi nel tentativo di riconquistare i territori perduti la Svezia combatté nuovamente contro i russi nella Guerra russo-svedese (1741-1743), perdendola. Sessantacinque anni dopo, nel 1809, in seguito alla terza guerra russo-svedese, nota come Guerra di Finlandia, la Russia riuscì a separare la metà orientale della Svezia, creando la Finlandia come un proprio granducato russo.
L'ultima guerra è stata la campagna contro la Norvegia nel 1814 durante il periodo napoleonico, una guerra che stabilì un'unione dei due paesi dominata dalla Svezia. L'unione venne poi sciolta pacificamente nel 1905.
La storia recente della Svezia è stata pacifica: infatti, la Svezia rimase neutrale durante la prima guerra mondiale.
La seconda guerra mondiale la vide nuovamente neutrale (anche durante la guerra d'inverno), nonostante l'invio di materiali non utilizzabili per fini bellici e la partecipazione, a fianco dei finlandesi, di alcuni volontari svedesi.
L'esercito tedesco ebbe grandi depositi di rifornimenti a Luleå, le ferrovie svedesi, per un accordo con i tedeschi, offrirono il trasporto dei militari in licenza, l'esercito tedesco inoltre utilizzò, noleggiandoli, camion e autisti svedesi per il trasporto di rifornimenti verso il fronte orientale.
Un avvenimento che ha segnato la storia svedese è stato l'assassinio, nel 1986, del primo ministro Olof Palme; questo delitto è rimasto irrisolto.

## Demografia

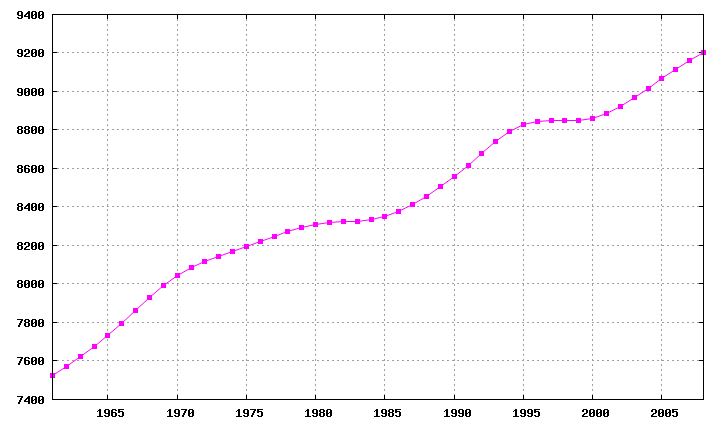
Crescita demografica in Svezia dal 1961 al 2008

Il primo censimento si tenne nel 1749 e registrò una popolazione di circa 1 800 000 abitanti. Nel secolo seguente vi fu una forte ondata di emigrazione diretta negli Stati Uniti: circa 1 300 000 persone emigrarono dirette soprattutto nella regione dei Grandi Laghi. A contrastare ciò vi fu un elevato tasso di natalità e, nel XX secolo, un saldo immigratorio positivo costituito soprattutto da persone provenienti dai vicini Paesi baltici.

### Popolazione
La Svezia è un paese non molto popolato; infatti, conta poco più di 10 milioni di abitanti e ha una densità media che sfiora i 23 ab./km², di gran lunga inferiore rispetto alla media europea, ma leggermente superiore rispetto a Finlandia e Norvegia. Il tasso di incremento è sopra la media europea grazie anche al fenomeno dell'immigrazione, sebbene in passato abbia toccato livelli minimi. La speranza di vita supera gli ottant'anni e la mortalità infantile è tra le più basse del mondo (poco più del 2 per mille nel 2011). L'assistenza sociale fornisce una rete capillare ed efficiente di servizi. Infatti, vengono garantiti aiuti alla famiglia, pensioni, assistenza sanitaria e assicurazioni contro infortuni e malattie a tutti gli abitanti, indipendentemente dalla nazionalità. Invece, i sindacati si occupano principalmente dei sussidi di disoccupazione.
La media è di poco inferiore ai due figli per donna in età fertile, sufficiente alla stabilità demografica e a evitare un invecchiamento eccessivo.

### Etnie
La popolazione della Svezia è di più di 10 400 000 abitanti. Il gruppo etnico maggioritario sono gli svedesi indigeni di origine germanica. Della popolazione della Svezia, il 16,7% (un milione e mezzo circa) ha uno o entrambi i genitori di origine straniera, come conseguenza delle varie immigrazioni nel Nord Europa (in prevalenza dalla Finlandia, dall'Estonia e dai Paesi baltici), prima in termini di forza lavoro, e successivamente come profughi politici.
Pur essendo un paese compatto dal punto di vista etnico (le uniche minoranze sono i 15 000 sami e i 35 000 finni, storicamente residenti nel paese), la Svezia ha una popolazione eterogenea, determinata dai flussi immigratori. Gli immigrati sono 1 200 000 (di cui almeno un quarto di origine finlandese): solo un quarto di questi ha ottenuto la nazionalità svedese, mentre tutti hanno il diritto di voto dal 1975. Per lunghissimo tempo la Svezia è stato un paese molto accogliente nei confronti degli immigrati. Negli ultimi anni, tuttavia, vi è un crescente malumore nei confronti degli immigrati, specie nelle regioni meridionali del paese, iniziatosi dopo alcuni scontri sfociati in guerriglia urbana (causati da estremisti islamici) nella città di Malmö.
Negli ultimi anni, è aumentato in particolar modo il numero di immigrati dai Balcani e dal Medio Oriente (soprattutto dall'Iraq, dove nel 2007 si stima siano arrivati oltre 40 000 individui).
Un discorso a parte va fatto per i sami, che non sono assolutamente considerabili come immigrati, poiché sono probabilmente i più antichi abitanti della penisola scandinava. I loro rapporti con il resto del paese sono sempre difficili e segnati dall'emarginazione. I sami (che un tempo venivano chiamati anche lapponi, appellativo dispregiativo non più in uso) stanno recuperando l'orgoglio della propria cultura, rivendicano la sovranità sugli spazi nordici della Scandinavia e dal 1993 dispongono in Svezia di un parlamento consultivo.

### Lingue
Lo svedese è riconosciuto come lingua ufficiale dal 1º luglio 2009. Sono riconosciute come lingue minoritarie anche finlandese, meänkieli, sami, romani e yiddish.
Insieme al danese, all'islandese e al norvegese, lo svedese fa parte del ramo settentrionale delle lingue germaniche. La differenziazione della lingua comune (norreno) nelle singole lingue avvenne nel X secolo. Lo svedese ha subito molte influenze da altre lingue ma in epoche diverse: dal basso tedesco all'epoca della Lega anseatica, dal francese nel XVIII secolo e anche dall'inglese. È parlato da circa 10 milioni di persone. Fra i casi è rimasto soltanto il genitivo, mentre il congiuntivo è caduto in disuso. L'alfabeto svedese conta 29 lettere.

### Religioni
La legge che sancisce la libertà di culto risale al 1951. Dal 1593 fino al 2000 la religione di Stato è stata la chiesa evangelico-luterana, la Chiesa di Svezia, alla quale aderisce la maggioranza della popolazione (52,8%). Il 18,5% si dichiara ateo o agnostico. Vi sono minoranze di protestanti evangelici quali battisti, pentecostali, ecc. (2%) e una crescente minoranza musulmana (4%) dovuta ai flussi di immigrazione (vedi Islam in Svezia).
I cattolici sono una minoranza; secondo statistiche diocesane l'1,6% della popolazione svedese è parte della Chiesa cattolica. Il culto cattolico fu autorizzato ufficialmente solo nel 1860. La diocesi di Stoccolma è l'unica della Svezia.

## Politica
La Svezia è una monarchia da quasi un millennio, con la fiducia controllata del parlamento fino al 1866, e il potere legislativo condiviso tra il re e il parlamento (fino al 1975). Il potere esecutivo era diviso tra il re e un nobile fino al 1680, successivamente si passò al governo autocratico del re. Come reazione al fallimento della grande guerra del Nord, venne introdotto il parlamentarismo nel 1719, seguito da tre differenti versioni di monarchia costituzionale nel 1772, 1789 e 1809, l'ultima delle quali garantiva svariate libertà civili, e per poi divenire una monarchia parlamentare.
Il parlamentarismo venne reintrodotto nel 1917 quando Gustavo V di Svezia, dopo decenni di lotta, accettò di nominare dei gabinetti appoggiati dalla maggioranza del parlamento, seguito dal suffragio semplice e universale, introdotti nel 1918-21. Il parlamentarismo fu sostenuto dal suo successore Gustavo VI Adolfo di Svezia fin quando una nuova costituzione nel 1975 abolì il potere politico del monarca. Il re rimane come formale, ma puramente simbolico, capo dello Stato, con funzioni principalmente cerimoniali.
La socialdemocrazia ha giocato un ruolo politico dominante sin dal 1917, dopo che i riformisti confermarono le loro forze e i rivoluzionari lasciarono il partito. L'influenza socialdemocratica sulla società e il governo è spesso descritta come egemonica. Dopo il 1932 i gabinetti sono stati guidati e dominati dai socialdemocratici con l'eccezione di pochi mesi nel 1936, sei anni dal 1976 al 1982 e tre anni dal 1991 al 1994.
Nel 2006 il Partito Socialdemocratico Svedese, guidato dal ministro di Stato uscente Göran Persson, venne sconfitto alle elezioni legislative; la sua coalizione di centrosinistra si fermò infatti al 46%, mentre la coalizione di centrodestra raggiunse il 48% dei voti, portando a capo del governo Fredrik Reinfeldt.
Il 19 settembre 2010 la coalizione di centrodestra è risultata nuovamente la più votata, con il 49,2% dei voti; la coalizione di centrosinistra ha avuto invece il 43,7%. L'unico altro partito a superare la soglia di sbarramento (fissata al 4%) è stata la coalizione di estrema destra Democratici di Svezia, che ha avuto il 5,7%: l'ingresso in Parlamento per la prima volta dell'estrema destra ha impedito al governo uscente di tenere la maggioranza assoluta dei seggi, fermandosi a 172 seggi su 349 contro i 175 richiesti.
Costituzionalmente, il parlamento unicamerale o Riksdag, di 349 membri, è l'autorità suprema in Svezia. Può modificare la costituzione e le sue leggi non sono soggette a revisione giudiziaria. Nuove leggi possono essere promulgate dal gabinetto o dai membri del parlamento. I parlamentari sono eletti con il sistema proporzionale e dispongono di un mandato quadriennale.
La Costituzione della Svezia risale al 1974. La costituzione può essere modificata dal Riksdag; la procedura di revisione richiede una maggioranza qualificata e una conferma dopo le elezioni generali successive.
Il sistema giudiziario è diviso tra corti con regolare giurisdizione civile/penale e corti speciali con responsabilità sui contenziosi tra i cittadini privati e il governo o le autorità municipali. La legge svedese è codificata e il sistema giuridico consiste di corti locali, corti d'appello regionali e una corte suprema.
Nel 2015, le donne in parlamento raggiungono il 44,7% dei deputati svedesi, si tratta di una percentuale altissima, la più alta fra i Paesi europei. Nel governo svedese 13 ministri su 24 sono donne.

### Difesa

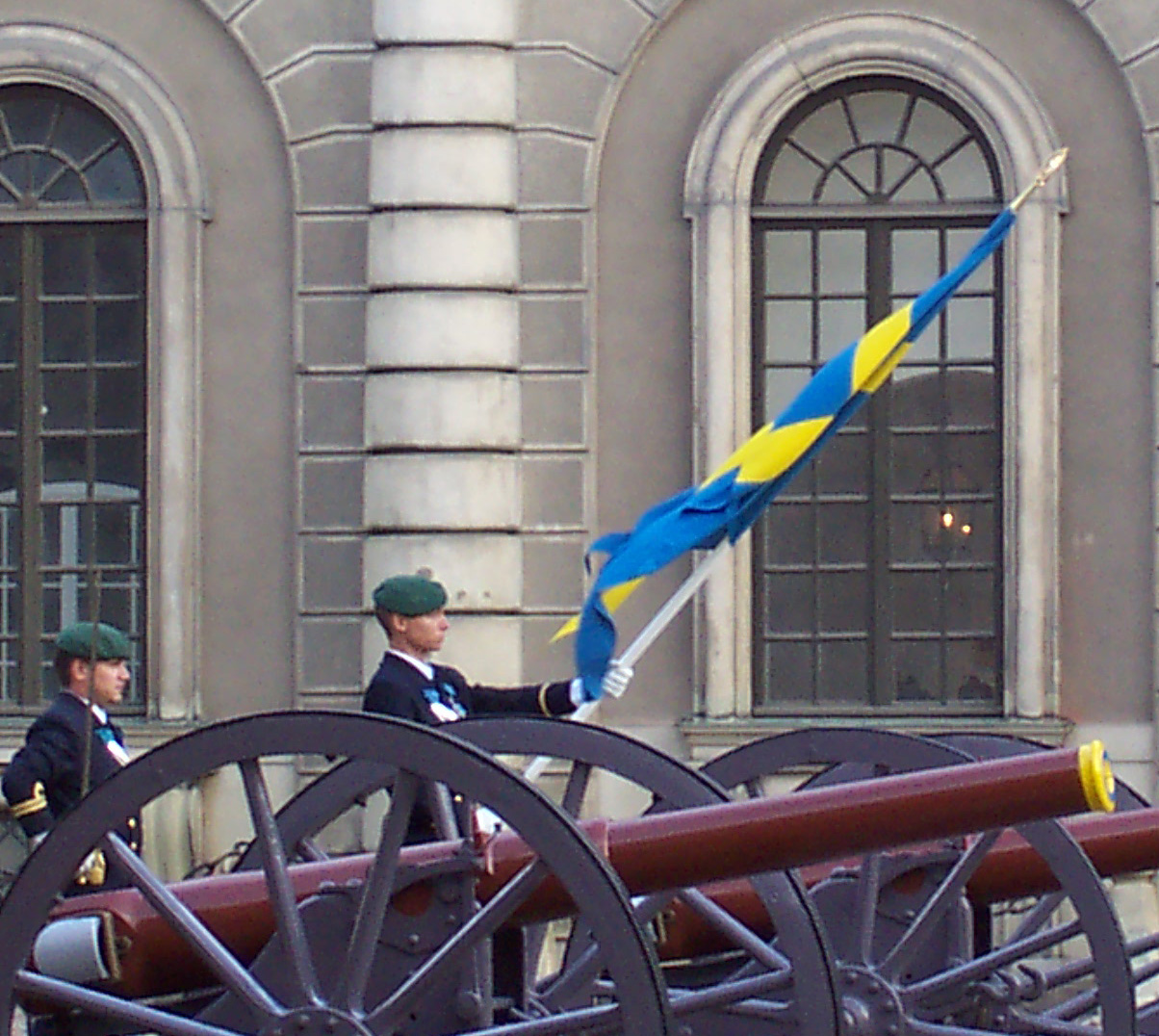
Cambio della guardia al Palazzo reale di Stoccolma

Le forze armate svedesi sono composte da 23 600 unità, cui si aggiungono 31 300 riservisti, e sono altamente specializzate. Il servizio militare era stato sospeso dalla metà del 2010 per decisione del governo svedese, tuttavia nel 2014, a seguito della tensione internazionale nell'area del Baltico dopo l'occupazione russa della Crimea, il governo svedese decise una parziale reintroduzione del servizio militare, che venne totalmente reintrodotto alla fine del 2017, prevedendo l'obbligatorietà sia per gli uomini sia per le donne. Le forze armate svedesi sono quattro: Esercito, Aeronautica Militare, Marina Militare, a cui si aggiungono i riservisti della Guardia Nazionale. Tradizionalmente neutrale, la Svezia ha aderito al programma della NATO "Partnership for Peace", ed è presente in Afghanistan con 180 soldati nella città di Mazàr-i sharìf.

## Ordinamento dello Stato

### Suddivisioni amministrative
La Svezia è divisa in 21 contee o län. In ogni contea è presente un consiglio amministrativo regionale o länsstyrelse, nominato dal governo, e un consiglio regionale separato (landsting), che è una rappresentanza municipale eletta dai cittadini della contea. Ogni contea si divide ulteriormente in comuni (kommuner), per un totale di 290 nel 2010.
- Contea di Blekinge
- Contea di Dalarna
- Contea di Gävleborg
- Contea di Gotland
- Contea di Halland
- Contea di Jämtland
- Contea di Jönköping
- Contea di Kalmar
- Contea di Kronoberg
- Contea di Norrbotten
- Contea di Örebro
- Contea di Östergötland
- Contea di Skåne (Scania)
- Contea di Södermanland
- Contea di Stoccolma
- Contea di Uppsala
- Contea di Värmland
- Contea di Västerbotten
- Contea di Västernorrland
- Contea di Västmanland
- Contea di Västra Götaland

Esistono inoltre antiche divisioni storiche del Reame di Svezia in 25 province e 3 terre.

### Città principali
Di seguito le prime sedici città svedesi per abitanti dei territori dei singoli comuni. I dati sono aggiornati al 30 giugno 2018.
| Pos. | Città                      | Contea                    | Abitanti comune |
| ---- | -------------------------- | ------------------------- | --------------- |
| 1    | Stoccolma                  | Contea di Stoccolma       | 955 397         |
| 2    | Göteborg                   | Contea di Västra Götaland | 567 337         |
| 3    | Malmö                      | Contea della Scania       | 336 226         |
| 4    | Uppsala                    | Contea di Uppsala         | 221 551         |
| 5    | Upplands Väsby-Sollentuna* | Contea di Stoccolma       | 143 582         |
| 6    | Västerås                   | Contea di Västmanland     | 151 077         |
| 7    | Örebro                     | Contea di Örebro          | 150 949         |
| 8    | Linköping                  | Contea di Östergötland    | 144 232         |
| 9    | Helsingborg                | Contea della Scania       | 143 671         |
| 10   | Norrköping                 | Contea di Östergötland    | 140 991         |
| 11   | Jönköping                  | Contea di Jönköping       | 137 863         |
| 12   | Umeå                       | Contea di Västerbotten    | 125 434         |
| 13   | Lund                       | Contea della Scania       | 121 893         |
| 14   | Borås                      | Contea di Västra Götaland | 111 354         |
| 15   | Eskilstuna                 | Contea di Södermanland    | 105 014         |
| 16   | Gävle                      | Contea di Gävleborg       | 100 825         |

- Area urbana considerata come unica a fini statistici. Essa include prevalentemente i territori comunali delle due città di Upplands Väsby e di Sollentuna.

Fino al 1971 è esistito anche lo status ufficiale di città per motivi storici.

## Economia
Aiutata da pace e neutralità per tutto il XX secolo, la Svezia è una delle prime 20 potenze economiche mondiali. I suoi standard di vita sono molto alti, paragonabili a quelli di Canada, Australia, Giappone e degli altri Paesi nordici europei. Il suo punto di forza è un sistema misto di capitalismo e di benefici dello stato sociale. Il tessuto sociale è fortemente statalista e la presenza dello Stato garantisce un regime di benessere diffuso. Il Paese ha un moderno sistema di distribuzione, eccellenti comunicazioni interne ed esterne, e una forza lavoro qualificata. Legname, energia idroelettrica e minerali ferrosi (le miniere forniscono ferro, rame, piombo, uranio e zinco), costituiscono le risorse di base di un'economia molto orientata verso il commercio con l'estero.
L'industria privata è responsabile di circa il 90% della produzione industriale, nella quale il settore dell'ingegneria rappresenta il 50% della produzione e delle esportazioni. L'agricoltura rappresenta solo il 2% del prodotto interno lordo e il 2% dei posti di lavoro. Tra i prodotti principali si annoverano cereali, patate e foraggi. Le industrie più sviluppate sono quelle meccaniche, elettroniche, chimiche e aeronautiche. Il bilancio statale, dal 1991 al 1997, ha prodotto elevati deficit del settore pubblico/governativo a beneficio del risparmio del settore privato e del sistema di protezione sociale universale dello Stato svedese. L'impegno del governo nella disciplina fiscale, conseguente alle politiche di restrizione dei conti pubblici decise a livello europeo, ha prodotto una serie di surplus di bilancio negli anni 2000-2001 e 2004-2008. Tali surplus del settore governativo sono stati però più che bilanciati dal surplus del settore privato nei confronti del settore estero: il current account svedese risulta positivo dal 1994 al 2013, con picchi del 9% negli anni 2007 e 2008 e una media del 5,78% nel periodo 1995-2013. Dal 2008 in poi il bilancio statale è risultato sostanzialmente in pareggio, con deficit dello 0,7% nel 2012 e dell'1,3% nel 2013. La Banca Nazionale Svedese (Riksbank) si propone il controllo della stabilità dei prezzi con un obiettivo di inflazione annua al 2,5%.
Il sistema delle comunicazioni e dei trasporti svedesi è una componente importante dell'infrastruttura. Inoltre i numerosi porti garantiscono i traffici marittimi.

### Le basi produttive
La forza dell'economia svedese consiste nell'avanzamento tecnologico di settori come la chimica, la meccanica e la metallurgia. L'innovazione scientifica ne è il propulsore tradizionale, sia nello sviluppo di nuove tecnologie, sia nell'innovazione di tecnologie applicate in settori tradizionali. Invenzioni come il cuscinetto a sfera e la dinamite sono le artefici del decollo industriale svedese. Lo Stato destina alla ricerca e allo sviluppo il 3,7% del PIL, tra le quote più alte del mondo. Su queste basi la Svezia ha saputo valorizzare le proprie risorse naturali, in sé non particolarmente abbondanti. Gli immensi boschi sostengono le industrie della carta e del legno. Le miniere di ferro sono situate nell'estremo Nord, sono le principali d'Europa e, nonostante i costi di estrazione siano molto elevati, sono molto sfruttate. Oltre a quelle già sfruttate, ne sono state scoperte di nuove: a tal proposito, singolare è il caso di Kiruna, la principale città del Grande Nord. Infatti, sotto la città sono stati trovati dei cunicoli di una miniera e perciò è al centro di un progetto che prevede il trasferimento di infrastrutture e quartieri.
La tradizione siderurgica svedese si fonda sull'industria mineraria e sull'energia idroelettrica. Stenta invece a decollare l'industria automobilistica. Un settore, questo, che ha da sempre mostrato alcuni limiti (ad esempio i costi elevati e una certa difficoltà a imporsi sui mercati stranieri) palesatisi nel 2010 con la notizia dell'acquisto della casa automobilistica Volvo da parte della cinese Geely per 1,8 miliardi di dollari.
In effetti, da tempo ormai, sono i settori ad alta tecnologia a essere le punte di diamante del sistema produttivo. L'industria privata è responsabile di circa il 90% della produzione industriale, in cui il settore dell'ingegneria rappresenta a sua volta il 50% della produzione e dell'esportazione.
I servizi assorbono il 70% della popolazione attiva. Il peso dell'agricoltura, organizzata in imprese a conduzione familiare, è molto ridotto: occupa solo il 2% del PIL e il 2% dei posti di lavoro. Il deficit agroalimentare è notevole, ma ci sono consistenti produzioni compatibili con le rigide condizioni climatiche. Infatti, avena, barbabietole, orzo e patate, con l'aiuto dell'allevamento bovino, coprono il fabbisogno; a questi si aggiunge il frumento, coltivato però solo al di sotto del 60º parallelo.

### Il modello svedese
La Svezia è un paese ricco, con un PIL pro capite nominale intorno ai 52924 $ annui (2017.) La redistribuzione della ricchezza garantisce un equilibrio sociale, un diffuso benessere e una qualità dei servizi pubblici come pochi altri nel mondo. Ad esempio, una conquista come la pensione per tutti i cittadini (folkpension) risale al 1913; mentre istituzioni come la legislazione familiare (molto avanzata e all'avanguardia, basti pensare al matrimonio fra persone dello stesso sesso), l'educazione sessuale nelle scuole e le norme per la sicurezza stradale sono realtà ampiamente consolidate.
Da sempre la Svezia concilia il liberismo economico con un sistema di welfare avanzato e diffuso, finanziato da una corposa imposizione fiscale. La democrazia, la coscienza ambientale, lo Stato e l'uguaglianza sociale e la neutralità in ambito internazionale sono gli ideali cardini del modello svedese. Tuttavia, questo modello mostra alcune lacune piuttosto preoccupanti. Già a partire dagli anni 1970 ci sono state lunghe fasi di stagnazione economica. Settori come la cantieristica navale hanno perso la loro concorrenzialità internazionale e, malgrado gli aiuti statali, sembrano aver intrapreso un declino irreversibile.
Per sostenere la produzione è stata per un certo tempo diminuita l'imposizione fiscale alle imprese. Anche la disoccupazione è aumentata in modo preoccupante (10,7% nel 2010), analogamente a quanto accadde negli anni 1990. Fu allora che gli aspetti più onerosi del modello svedese vennero abbandonati, riducendo gli assegni familiari e ponendo mano al sistema pensionistico. Il Partito Socialdemocratico entrò in crisi, come dimostrato dalle elezioni del 2006. La maggior parte degli analisti interpretarono come un ripiegamento della società svedese su sé stessa il rifiuto dell'euro, espresso con un referendum nel 2003; in realtà, già l'adesione all'Unione europea nel 1995 fu vista da molti cittadini una rinuncia alla "diversità" del sistema svedese, resa però necessaria dalla vocazione all'esportazione dell'industria nazionale.
Negli ultimi anni l'andamento delle esportazioni ha continuato a essere fortemente negativo. Il settore metalmeccanico è quello che ha risentito maggiormente del crollo della domanda estera: -31% nel primo semestre del 2009. Un'altra contrazione significativa si è registrata nel settore minerario, con un crollo del 36%. Nonostante tutto, la Svezia ha deciso di sostenere la propria economia e uno Stato assistenziale tra i più efficienti ma anche costosi al mondo.

### Politica energetica
La Svezia consuma circa 128 TWh all'anno. Dopo la crisi del petrolio nel 1973, la politica energetica si diresse in modo tale da essere meno dipendente dall'importazione del petrolio. Da allora, l'energia principale diventò idroelettrica o nucleare. Dopo gli incidenti alla centrale nucleare di Three Mile Island, il parlamento svedese nel 1980, a seguito di un referendum, stabilì che non si dovessero creare altre centrali sul territorio e che entro il 2010 si sarebbe provveduto all'abbandono dell'energia nucleare.
Nel marzo 2005, un sondaggio su un campione di 1 027 persone mostrò che l'83% degli intervistati era a favore dell'energia nucleare, sebbene i dossier negativi pubblicati su alcuni depositi di rifiuti nucleari a Forsmark suggerissero la loro chiusura.
Nel 2010 l'energia nucleare in Svezia ha generato il 38,03% dell'energia elettrica prodotta in totale nel Paese.
L'uso di energie rinnovabili in Svezia è aumentato dal 33,9% nel 1990 al 43,3% nel 2006, derivanti in particolare dall'energia idroelettrica e dalla biomassa. Nel 2003 l'elettricità ricavata dalle centrali idroelettriche era pari a 53 TWh e dall'uso di biocarburante, torba, ecc. a 13 TWh. L'energia derivante dal petrolio ammontava al 32% nel 2005.
Nel 2006 è stata avanzata la proposta di rendere il paese indipendente dal petrolio nel giro di 15 anni (entro il 2020). Dopo tre anni, alla fine del 2008, questa politica ha reso la Svezia il paese dell'Unione con la maggiore quota di energia pulita.

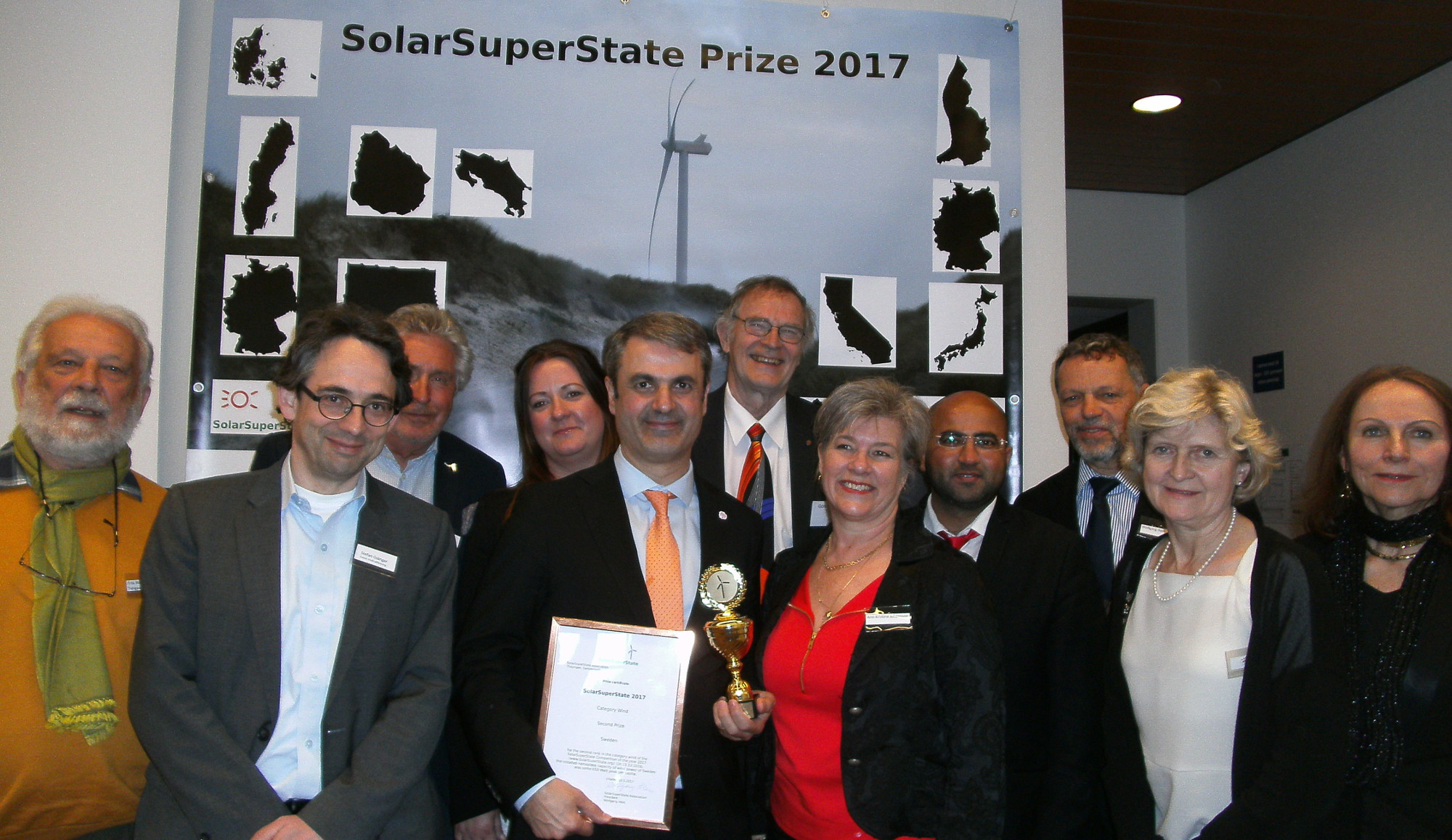
2. SolarSuperState Prize 2017 category Wind alla Svezia con il ministro dell'energia svedese Ibrahim Baylan

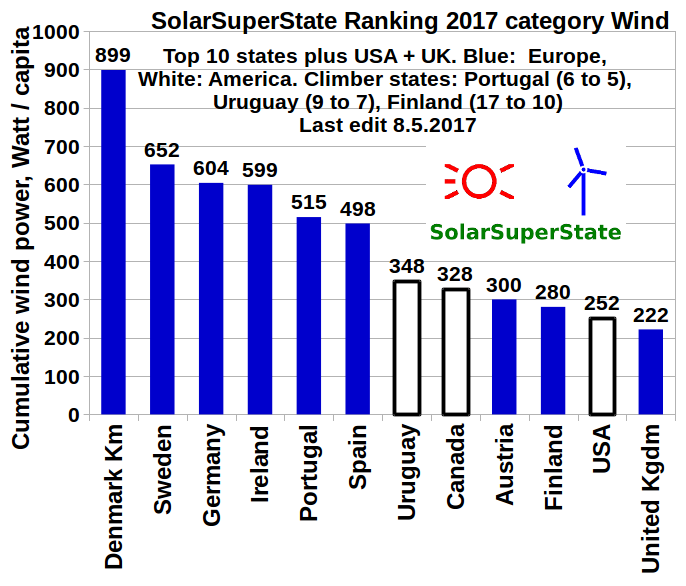
SolarSuperState Ranking 2017 category Wind top ten US UK

Svezia è stata insignita del 3. SolarSuperState Prize 2014 e del 2. SolarSuperState Prize 2017 per la categoria Eolica. La motivazione della SolarSuperState Association è la capacità eolica totale svedese alla fine dell'anno 2013 di 460 watt per abitante e alla fine dell'anno 2016 di 650 watt per abitante.

## Infrastrutture
Il sistema viario svedese non è paragonabile agli standard europei. La scarsa densità abitativa rispetto ai costi di gestione comporta per esempio che alcune strade di campagna fuori dai centri urbani non siano asfaltate. In generale il traffico automobilistico in Svezia non è molto sviluppato, grazie anche alla politica delle biciclette e dei servizi pubblici.
Il sistema autostradale è di nuova costruzione (fino a pochi decenni fa non esistevano autostrade in Svezia) ma insufficiente.
Nel 2011 tra Göteborg e Stoccolma non esiste un collegamento autostradale ininterrotto, ma bisogna percorrere 90 km di "riksväg" (standard paragonabile alle strade statali italiane) tra Jönköping (E4) e Borås.
Similmente tra Göteborg e Oslo, nonostante siano la seconda e la terza città più importanti della penisola scandinava, non è stata completata l'autostrada, ma si devono percorrere circa 70 km di "riksväg" fino al confine norvegese.
Il sistema ferroviario è sufficiente alle richieste e agli standard nazionali. I treni sono moderni e veloci, e i ritardi minimi.
L'aeroporto più grande è quello di Stoccolma-Arlanda seguito da Göteborg-Landvetter, Malmö-Sturup e Stoccolma-Västerås. Linee a basso costo volano a Skavsta Nyköping circa 100 km a sud della capitale e a Säve, molto vicino al centro cittadino di Göteborg.
Stoccolma è collegata via mare anche a Helsinki, Riga e Tallinn. Da Göteborg sono presenti linee marittime per la Germania e la Danimarca. Da Trelleborg sono presenti linee per la Polonia e per la Germania.
I collegamenti con la Danimarca sono stati potenziati dall'Öresundsbron, il ponte tra le città di Malmö e Copenaghen, inaugurato il 1º luglio 2000. Il ponte è costituito da un'autostrada a quattro corsie e due binari ferroviari, e la lunghezza totale è di circa 16 km.

## Ordinamento scolastico

### Università
Nel 1477 venne fondata, non solo la più antica università di Svezia, ma di tutta la Scandinavia: l'Università di Uppsala.
Principale sostenitore della fondazione dell'Università viene considerato l'arcivescovo di Uppsala Jakob Ulvsson; l'Università fu fondata con l'approvazione papale, tramite una bolla di papa Sisto IV datata 27 febbraio 1477. Ulvsson fu anche il primo cancelliere dell'Università. Alla fondazione dell'Università contribuì anche il re svedese Sten Sture il Vecchio.

## Cultura

### Arte
Nel campo della pittura si possono menzionare il pittore e fotografo Peter Eskilsson e il pittore Carl Larsson, esponente del movimento Arts and Crafts.

#### Architettura
Älvsborgsbron, il "Golden Gate" di Göteborg che unisce il centro cittadino a Hisingen, la quarta isola della Svezia. Il ponte è stato inaugurato nel 1966, è lungo ben 900 m con un'altezza libera di 45 metri.
A Götaplatsen troviamo tre belle costruzioni raggruppate, Konserthuset, Stadsteatern e Göteborgs Konstmuseum.
Konserthuset è stato progettato da Nils Einar Eriksson e inaugurato il 4 ottobre 1935. La grande sala del Konserthuset divenne immediatamente famosa quale una delle migliori del mondo per la sua straordinaria acustica.
Göteborgs Konstmuseum fu inaugurato nel 1923 ed è un edificio progettato da Sigfrid Ericson. La costruzione si erge con le sue fantastiche scalinate, alle spalle del Poseidon a Götaplatsen.
Il teatro Stadsteatern, disegnato da Karl Bergsten, fu inaugurato nel 1934 e completamente restaurato nel 2002. L'edificio è famoso per la sua architettura anni trenta, visibile tra l'altro nel vano scale alquanto famoso. Il Palazzo del Prefetto, è tipico dell'architettura di Göteborg. Queste costruzioni sono realizzate con un piano in muratura e due di legno strutturale per prevenire incendi. Il palazzo divenne residenza popolare e intorno al 1940 la metà degli abitanti di Göteborg viveva nel palazzo. I resti di questi edifici si trovano nei quartieri Majorna, Gårda, Haga e Kålltorp.

#### Patrimoni dell'umanità
Numerosi siti della Svezia sono stati iscritti nella Lista dei patrimoni dell'umanità dell'UNESCO.

### Letteratura
Tra gli autori svedesi noti internazionalmente vi sono Henning Mankell, August Strindberg, Selma Lagerlöf, Vilhelm Moberg, Harry Martinson, Stieg Larsson, autore della trilogia Millennium, Camilla Läckberg, autrice di gialli ambientati a Fjällbacka e Astrid Lindgren, la nota autrice di libri per bambini.
Premio Nobel per la letteratura:
- 1909 Selma Lagerlöf
- 1916 Verner von Heidenstam
- 1931 Erik Axel Karlfeldt
- 1951 Pär Lagerkvist
- 1966 Nelly Sachs (condiviso)
- 1974 Eyvind Johnson (condiviso)
- 1974 Harry Martinson (condiviso)
- 2011 Tomas Tranströmer

### Mitologia
Note figure del mondo mitologico svedese e scandinavo in generale, possono essere considerate i Troll e le Huldra.

### Filosofia

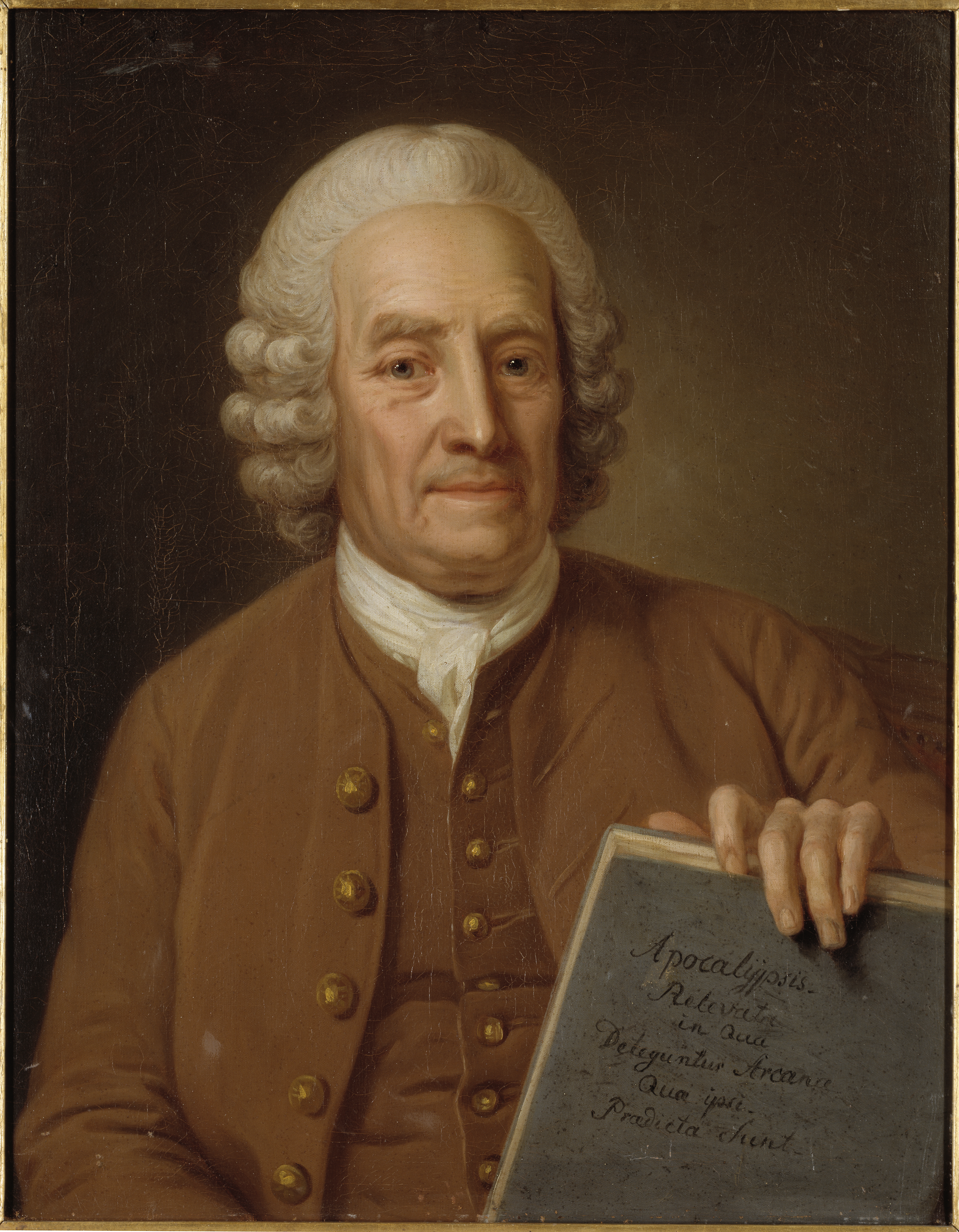
Emanuel Swedenborg, importante esponente del pensiero del XVIII secolo

Durante il XVIII secolo si distinse nel campo, non solo della filosofia, ma anche con importanti contributi nel campo della teosofia Emanuel Swedenborg (1688-1772), tra precursori dello spiritismo, autore dell'opera Cielo e inferno (1758).

### Musica

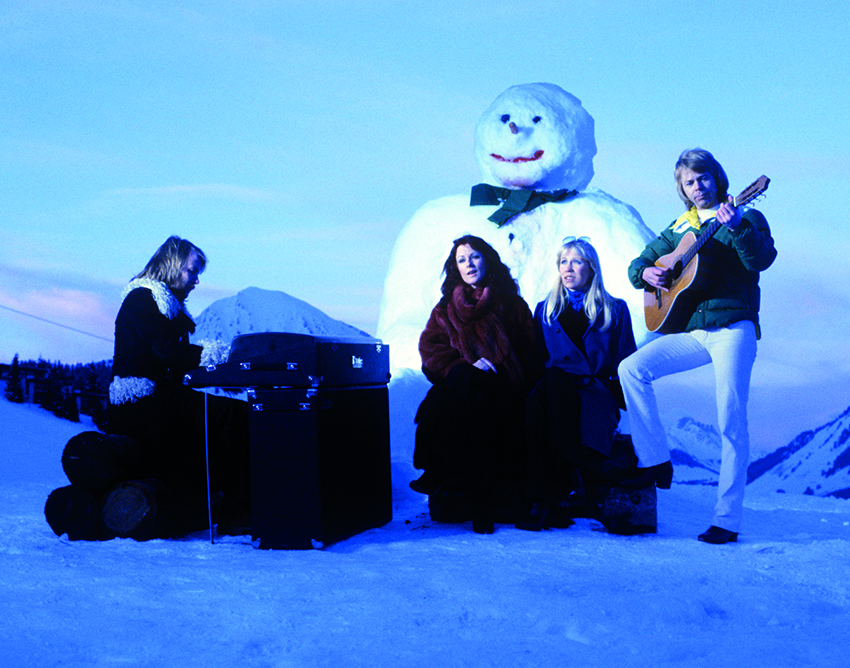
Gli ABBA, nel 1979.

Durante il periodo barocco si afferma il compositore Johan Helmich Roman considerato il padre della musica svedese. Altri compositori svedesi noti, vissuti fra il XIX e il XX secolo, furono Wilhelm Stenhammar e Hugo Alfvén. La Svezia annovera artisti molto importanti, e ci si riferisce ai noti ABBA che hanno profondamente inciso nel panorama europeo della musica scandinava: si pensi al successo a livello mondiale di brani come Mamma Mia (1975) e altri ancora. Per quanto riguarda l'opera lirica è da ricordare Birgit Nilsson, soprano drammatico, e i tenori Jussi Björling e Nicolai Gedda.
Svedesi sono anche il chitarrista di metal neoclassico Yngwie Malmsteen e il tastierista di metal neoclassico Jens Johansson.
La musica svedese è da molti associata ai The Ark - la band svedese più conosciuta a livello internazionale subito dopo gli ABBA - e ai Roxette, duo pop rock, entrambi diretti eredi degli ABBA, gli Europe, i Refused e gli In Flames ma bisognerebbe non tralasciare anche gruppi di minor spicco internazionale come i Millencolin, gli Opeth, i Sabaton, gli Amon Amarth, Clawfinger e i The Cardigans. In realtà, però, gli svedesi riassociano la loro cronologia musicale al genere schlager, diffuso in tutto il Nord Europa, le cui canzoni presentano melodie molto orecchiabili e allegre, testi riferiti a temi molto leggeri e piacevoli, primo tra tutti l'amore. Se i "fondatori" svedesi di questo genere sono stati gli ABBA, il fenomeno è continuato a crescere soprattutto negli anni ottanta e novanta e ha portato popolarità a personaggi celebri del quadro musicale nordeuropeo come Carola Häggkvist, Lena Philipsson, Charlotte Perrelli, Pernilla Wahlgren, Jessica Andersson, Linda Bengtzing, Magnus Carlsson, Nanne Grönwall, Shirley Clamp, Martin Stenmark, Magnus Bäcklund, Roger Pontare, Friends, Afro-dite, Jill Johnson, Jan Johansen e moltissimi altri (da notare che tutti i sopracitati artisti hanno preso parte al Melodifestivalen, che risulta quindi essere il programma di intrattenimento musicale più seguito della Svezia, che vanta un incredibile numero di fan internazionali).
Gruppi rock un po' più di nicchia quali Soundtrack of our lives e The Hives hanno cominciato ad acquisire una fama discreta fra gli estimatori del rock. La Svezia vanta inoltre un panorama di artisti emergenti, in special modo per quanto concerne il metal (di stampo spesso potente ed estremo, in particolare black metal e death metal) in cui sono presenti numerosissimi gruppi che spaziano fra quasi tutti i sottogeneri e che sono fra i più noti e apprezzati nell'ambiente metal; in particolare il panorama svedese risulta florido per quanto riguarda i sottogeneri melodic death, doom, gothic, symphonic, progressive e power. Tra i gruppi più famosi metal svedese vi sono: Amon Amarth, Arch Enemy, Meshuggah, Opeth, Draconian, In Flames, Dark Tranquillity, Therion, Evergrey, Sabaton, At the Gates, Katatonia, Candlemass, Tiāmat, Pain of Salvation, Hypocrisy, Soilwork, Hammerfall, Entombed, Timeless Miracle, Dark Funeral, Deathstars, Dissection, Lifelover, Marduk, Pain of Salvation, Bathory, Mithotyn, Månegarm, Scar Symmetry, Heavy Load, Dan Swäno ed Edge of Sanity, oltre a progetti più sperimentali dello stampo dei Forest of Shadows. Alcuni di questi gruppi, usciti dall'underground, sono diventati vere icone del mondo metal a livello globale. Nel panorama glam metal possiamo trovare artisti rilevanti, come Backyard Babies, Hardcore Superstar, Crashdïet, Vains Of Jenna e The Donies. Molto attiva è anche una scena rock alternativa/indie dove anche in questo caso c'è una scena vivace e in fermento, tuttavia è assai meno nota e spesso si associa la Svezia unicamente al glam rock tendenzialmente commerciale dei sopracitati The Ark, band che costituisce la cosiddetta "punta di diamante" della scena musicale scandinava, e al metal, quest'ultima equazione giudicata alquanto errata dalle comunità alternative appassionate del pop svedese. E ancora per la musica pop spicca Agnes.
Per quanto riguarda la musica elettronica/techno, per la quale si contano anche in questo paese molti amanti e varie discoteche, si ricordano gli Slagsmålsklubben, gli Audiostalkers, il trio Steve Angello, Sebastian Ingrosso e Axwell che compone la Swedish House Mafia, Eric Prydz, John Dahlbäck, Dada Life, Avicii, Alesso, Ozgur Can, Adam Beyer, Cari Lekebusch, Joel Mull, Zoo Brazil, Basshunter, Otto Knows, Nause.
La scena del pop indipendente, che ha visto proliferare una quantità di etichette che hanno ricevuto numerosi consensi a livello nazionale, si avvale di artisti di prestigio come Mando Diao, Robyn, Måns Zelmerlöw, Ace Of Base, Lena Willemark, Jens Lekman, Sophie Zelmani, Nicolai Dunger, José González, Stina Nordenstam, Pelle Carlberg, Zara Larsson, Tove Lo, Tove Styrke e Mats Söderlund alias Günther, e di gruppi che nel pop/rock hanno cercato una strada assai personale come Midaircondo, Jeniferever e Sambassadeur.
Per quanto concerne l'hip-hop, la Svezia ha contribuito indirettamente allo sviluppo dei gusti degli anni dieci del XXI secolo grazie alle figure di spicco dei Sad Boys e della Drain Gang, in special modo Yung Lean, Bladee, Thaiboy Digital ed ECCO2K.
Non meno interessante è la scena jazzistica; nomi come quelli di Bobo Stenson, Lars Danielsson, il compianto Esbjörn Svensson, fondatore del trio E.S.T., il trombonista Nils Landgren, Anders Jormin, Thomas Stronen e l'Eple Trio hanno contribuito in maniera determinante alle svolte stilistiche di questo genere musicale.
Inoltre tra i vari cantautori svedesi che si sono distinti nel XX secolo spiccano i nomi di Evert Taube e Kikki Danielsson.
Per quanto concerne il panorama delle musiche e canzoni da film, spicca il nome della cantante, doppiatrice e attrice Annika Herlitz (nota per aver prestato la voce a Elsa in entrambi i film di Frozen).
Un tipico strumento musicale ad arco è rappresentato dalla nyckelharpa.

### Cinema

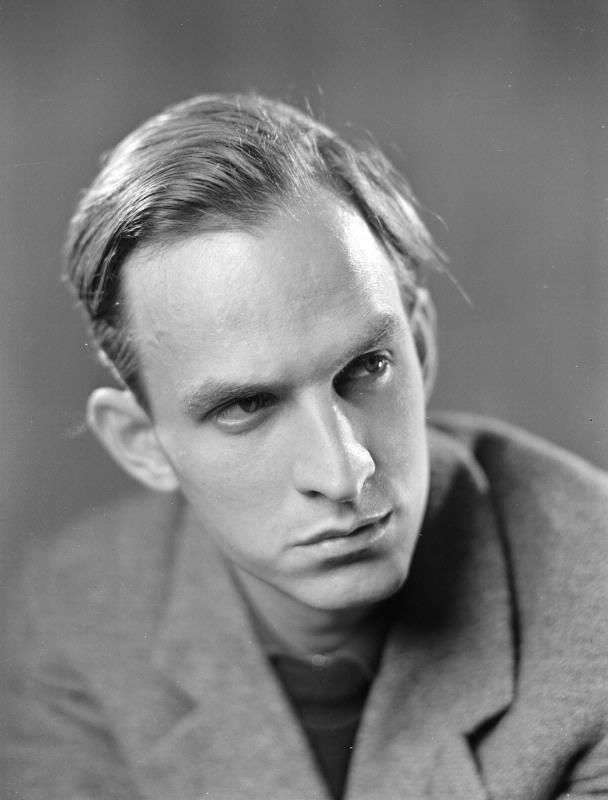
Ingmar Bergman, tra i maggiori registi della storia del cinema.

Il cinema svedese del XX secolo è caratterizzato dai lavori pionieristici agli albori del cinema, di Mauritz Stiller e Victor Sjöström. Più tardi, mostri sacri come il regista Ingmar Bergman e attori come Max von Sydow, Greta Garbo, Ingrid Bergman e Anita Ekberg hanno fatto fortuna all'estero. In tempi più recenti hanno ottenuto riconoscimenti internazionali i film di Lukas Moodysson e Josef Fares. Vanno poi ricordati i nomi di Maria Blom e Anders Nilsson. Tre film, tutti diretti da Ingmar Bergman, hanno vinto l'Oscar al miglior film in lingua straniera, primo dei quali fu, nel 1961, La fontana della vergine.
La prima cerimonia di consegna del Premio Nobel si tenne alla vecchia Accademia Reale di Musica a Stoccolma nel 1901; a partire dal 1902, i premi sono stati formalmente consegnati dal re di Svezia.

### Scienza e tecnologia

#### Biologia

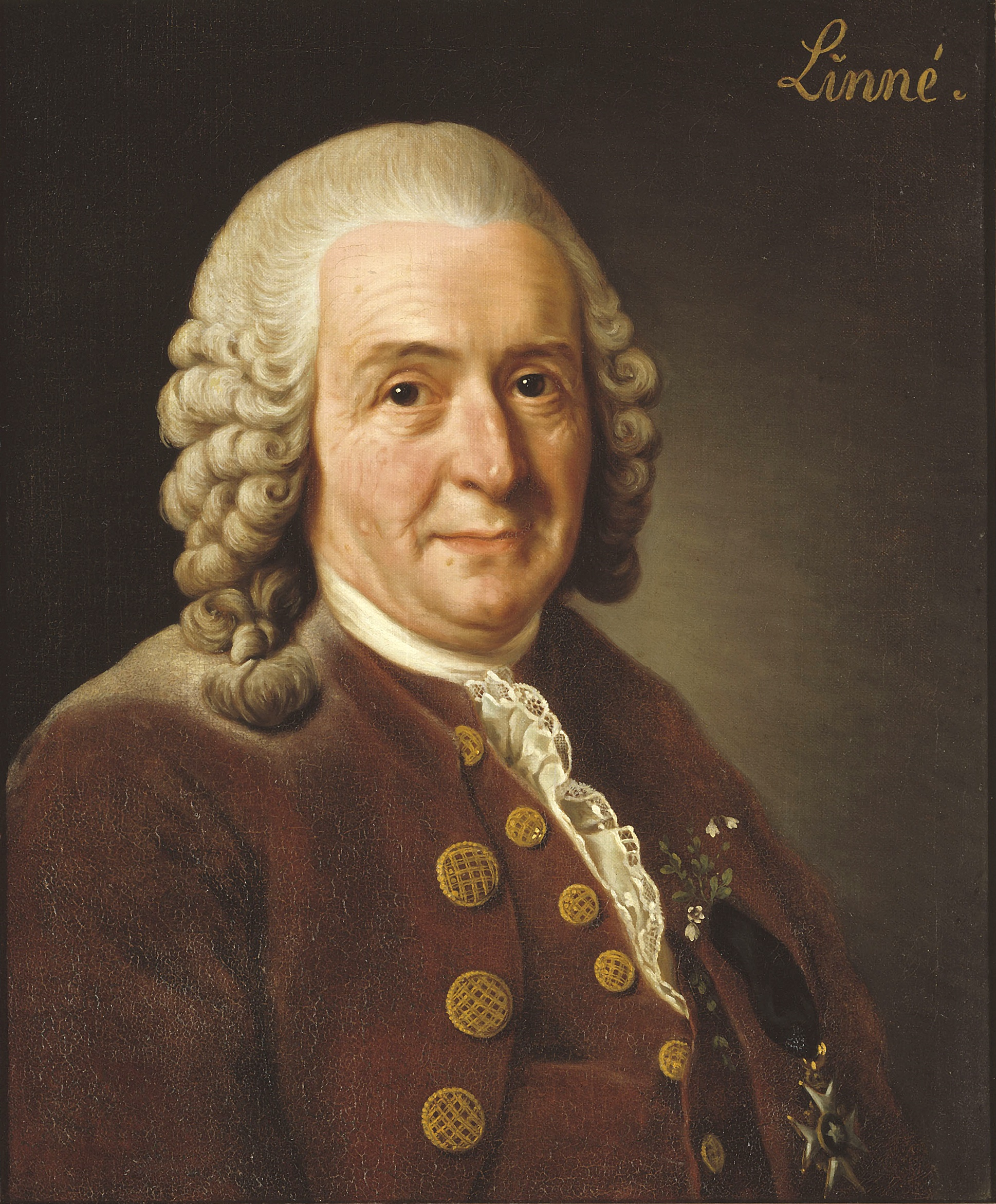
Linneo, padre della tassonomia moderna.

- La classificazione scientifica moderna degli organismi viventi, la tassonomia linneana, l'introduzione della nomenclatura binomiale e l'opera Systema Naturae (1735) da parte di Linneo.

#### Medicina
- Pediatria: Trattato sulle malattie dei bambini (1764), del medico svedese Nils Rosen von Rosenstein, considerato spesso il padre della pediatria[58].

#### Fisica
- Nel 1742 viene proposta per la prima volta l'unità di una scala di misura per la temperatura chiamata grado Celsius, da parte del fisico svedese Anders Celsius.
- Nel XIX secolo l'importante contributo di Anders Jonas Ångström, tra i fondatori della spettroscopia.

#### Chimica
- 1807: viene adottato per la prima volta il termine chimica organica da Jöns Jacob Berzelius, tra i fondatori della chimica moderna.
- 1867: invenzione della dinamite da parte di Alfred Nobel.
- i contributi e gli studi sulle affinità tra chimica e elettricità da parte di Svante Arrhenius, Premio Nobel per la chimica, nel 1903.

#### La Svezia nello spazio
- 22 febbraio 1986: viene lanciato Viking, il primo satellite svedese.
- 10 dicembre 2006: Christer Fuglesang è il primo svedese a volare nello spazio.

Nel campo della tecnologia è da ricordare la figura di Lars Magnus Ericsson, fondatore, nel 1876, della Ericsson, che opera nell'ambito degli apparecchi telefonici.

#### Invenzioni celebri
- l'invenzione della cerniera lampo (1917) da parte di Gideon Sundbäck, naturalizzato statunitense.

### Il Premio Nobel
Uno dei più importanti e noti riconoscimenti e onorificenze a livello mondiale è rappresentato dal Premio Nobel, assegnato ogni anno a persone viventi che si sono distinte in vari campi e il cui ideatore e fondatore fu il chimico e filantropo svedese Alfred Nobel, inventore della dinamite.

## Sport

### Calcio
In Svezia gli sport hanno una grandissima diffusione. Tra questi c'è il calcio: l'Allsvenskan, il massimo livello del campionato svedese di calcio, non è particolarmente amato e seguito all'estero, al contrario di quanto invece accade in patria. Si tratta comunque di un campionato in via di sviluppo, che è al 23º posto del ranking UEFA. La nazionale svedese di calcio non ha mai vinto un trofeo, sebbene abbia più volte sfiorato la vittoria in qualche competizione: ha comunque raggiunto il secondo posto nel campionato del mondo del 1958 e ha vinto la medaglia d'oro ai Giochi olimpici del 1948. Tra i campioni svedesi si ricordano Gunnar Nordahl, Nils Liedholm, Zlatan Ibrahimović e allenatori come Sven-Göran Eriksson.

### Sci
Altro sport amatissimo è lo sci, per i cui praticanti è a disposizione una fitta rete di percorsi e sentieri, talvolta attrezzati con hotel e rifugi. La gara di fondo più famosa si disputa la prima settimana di marzo ed è la celebre Vasaloppet, che copre la distanza da Sälen a Mora. La stagione sciistica è particolarmente lunga grazie al clima e va da novembre ad aprile inoltrato; in anni particolarmente freddi e nevosi, può durare fino ai primi di giugno. Importante centro dello sci svedese e mondiale è Falun, sede quattro volte dei campionati mondiali di sci nordico e città ospitante anche per l'edizione 2015. Nello sci alpino hanno raggiunto i vertici campioni come Ingemar Stenmark, Thomas Fogdö, Fredrik Nyberg, Pernilla Wiberg, Anja Pärson, André Myhrer e Anna Ottosson.

### Pattinaggio su ghiaccio
Sempre relativamente agli sport invernali, gli svedesi praticano il pattinaggio su ghiaccio su fiumi e canali e, quando capita, anche sul mar Baltico ghiacciato.

### Hockey su ghiaccio
Un posto di primissimo piano spetta all'hockey su ghiaccio: la Nazionale di hockey su ghiaccio maschile della Svezia è in attività dal 1920. Al 2021, si è aggiudicata 11 titoli mondiali (l'ultimo nel 2018) e ha vinto il torneo di hockey dei giochi olimpici invernali del 1994 e del 2006. Ne hanno fatto parte grandi giocatori nella storia della disciplina, come Henrik Lundqvist, Jörgen Jönsson, Mats Näslund, Niklas Kronwall, Henrik Zetterberg, Victor Hedman e i fratelli Henrik e Daniel Sedin. Inoltre, il maggior campionato nazionale (Svenska hockeyligan, abbreviata SHL), è tra i più importanti d'Europa: in quattro occasioni su cinque, la vincitrice della Champions Hockey League è stata una squadra svedese.

### Tennis
Lo sport che ha comunque portato la Svezia a risultati eccelsi è il tennis, praticato ovunque grazie ai numerosi campi da gioco. Inoltre lo Stockholm Open è il principale torneo internazionale. È la patria di tennisti come Björn Borg, Joakim Nyström, Mats Wilander, Stefan Edberg, Magnus Norman, Thomas Enqvist, Magnus Larsson, Thomas Johansson e Robin Söderling.

### Atletica leggera
Per quanto riguarda l'atletica leggera risultati notevoli hanno ottenuto Carolina Klüft e Armand Duplantis.

### Giochi olimpici
L'atleta svedese più titolato dei Giochi olimpici moderni è il canoista Gert Fredriksson, con 6 ori, un argento e un bronzo.
La prima medaglia olimpica per la Svezia fu vinta nella maratona da Ernst Fast, medaglia di bronzo a Parigi 1900.
Ma la prima medaglia d'oro olimpica della Svezia fu vinta dal giavellottista Eric Lemming (1906 ad Atene, ai Giochi olimpici intermedi).

### Altri sport
Nelle altre stagioni, trovano maggiori spazi gli altri sport come il ciclismo: non a caso, le strade sono spesso affiancate da piste ciclabili (sverigeleden) con relativa diffusione di punti di noleggio di biciclette, le quali possono anche essere caricate sui mezzi di trasporto pubblici. Apprezzati nella bella stagione sono anche l'uso della draisina, ovvero di un carretto a quattro ruote da usare su linee ferroviarie dismesse, e la pratica del downhill, con cui si scende a gran velocità su quelle che in inverno sono piste da sci.
La Svezia è però un paese ricco di fiumi e laghi, per cui praticati sono anche il canottaggio e il rafting, in particolare al centro e al nord del paese. Tali attività sono però praticabili anche in mare. È possibile praticare liberamente la pesca sportiva, in particolare nel lago Mälaren (non lontano dalla capitale Stoccolma), ma anche nel Vänern e nel Vättern. Nelle altre zone invece potrebbe essere richiesta una licenza, comunque ottenibile presso gli uffici turistici; in altre la pesca sportiva è proibita. A ogni modo, essa è ovunque sottoposta a rigide regole volte a tutelare tanto i pesci quanto l'ambiente. Praticata è anche la pesca invernale, praticata attraversa un foro nel ghiaccio.
I paesaggi incontaminati del paese favoriscono inoltre lo sviluppo dell'escursionismo, in favore del quale lo Stato ha creato oltre 40 percorsi di diversa difficoltà e distanza: tra questi, celebre è il Kungsleden (letteralmente il sentiero del re), lungo 400 km e con partenza da Abisko, universalmente riconosciuto come uno dei migliori posti al mondo per apprezzare l'aurora boreale. Meno diffusa, ma comunque praticata, è anche l'equitazione.
Apprezzato e praticato anche il golf, praticato soprattutto al sud, mentre al nord è generalmente limitato all'estate, anche se alcuni campi sono attrezzati per il golf sulla neve.
Infine, va nominata anche la caccia, permessa ma severamente regolamentata e comunque connessa al piano di tutela della fauna selvatica, tant'è vero che per alcune specie è proibita. La stagione di caccia va da agosto a febbraio, e per potervi prendere parte si deve essere in possesso di una licenza (difficile da ottenere) e si deve accettare di pagare una tassa annuale.
In passato era molto popolare anche la Formula 1, tanto che fino al 1978 veniva disputato il Gran Premio di Svezia sul circuito di Anderstorp. L'apice della popolarità della Formula 1 in terra svedese si raggiunse negli anni Settanta con i talentuosi Ronnie Peterson e Gunnar Nilsson. Sfortunatamente entrambi i piloti morirono tragicamente nel 1978: Peterson perì a seguito dell'incidente nel corso del Gran Premio d'Italia, mentre Nilsson morì un mese dopo, per un cancro. Con la morte dei due piloti la passione per la Formula 1 calò, anche per via della decisione del governo svedese di proibire i Gran Premi sul proprio territorio, divieto tuttora in vigore.

## Gastronomia

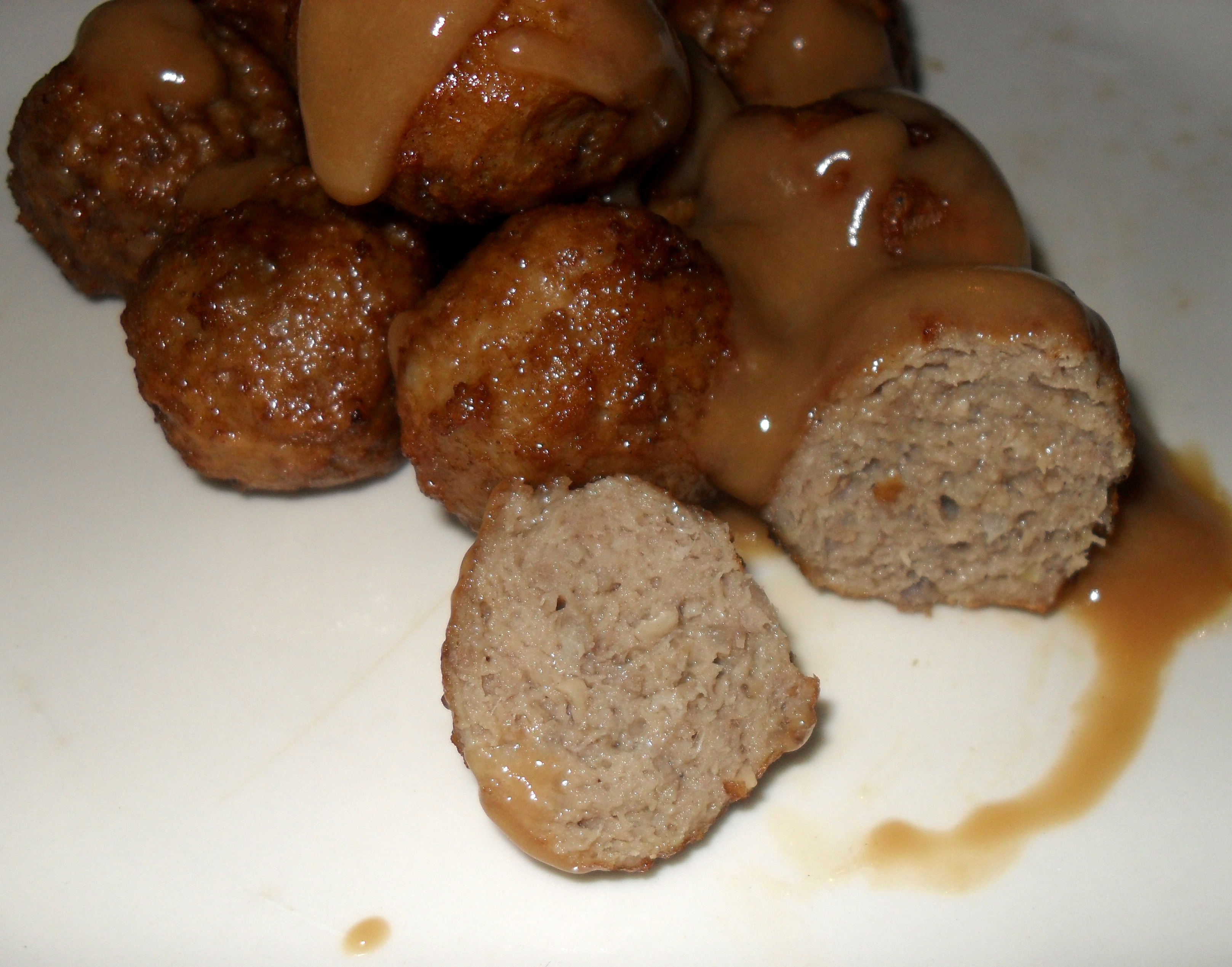
Köttbullar servite con la tipica salsa a base di panna

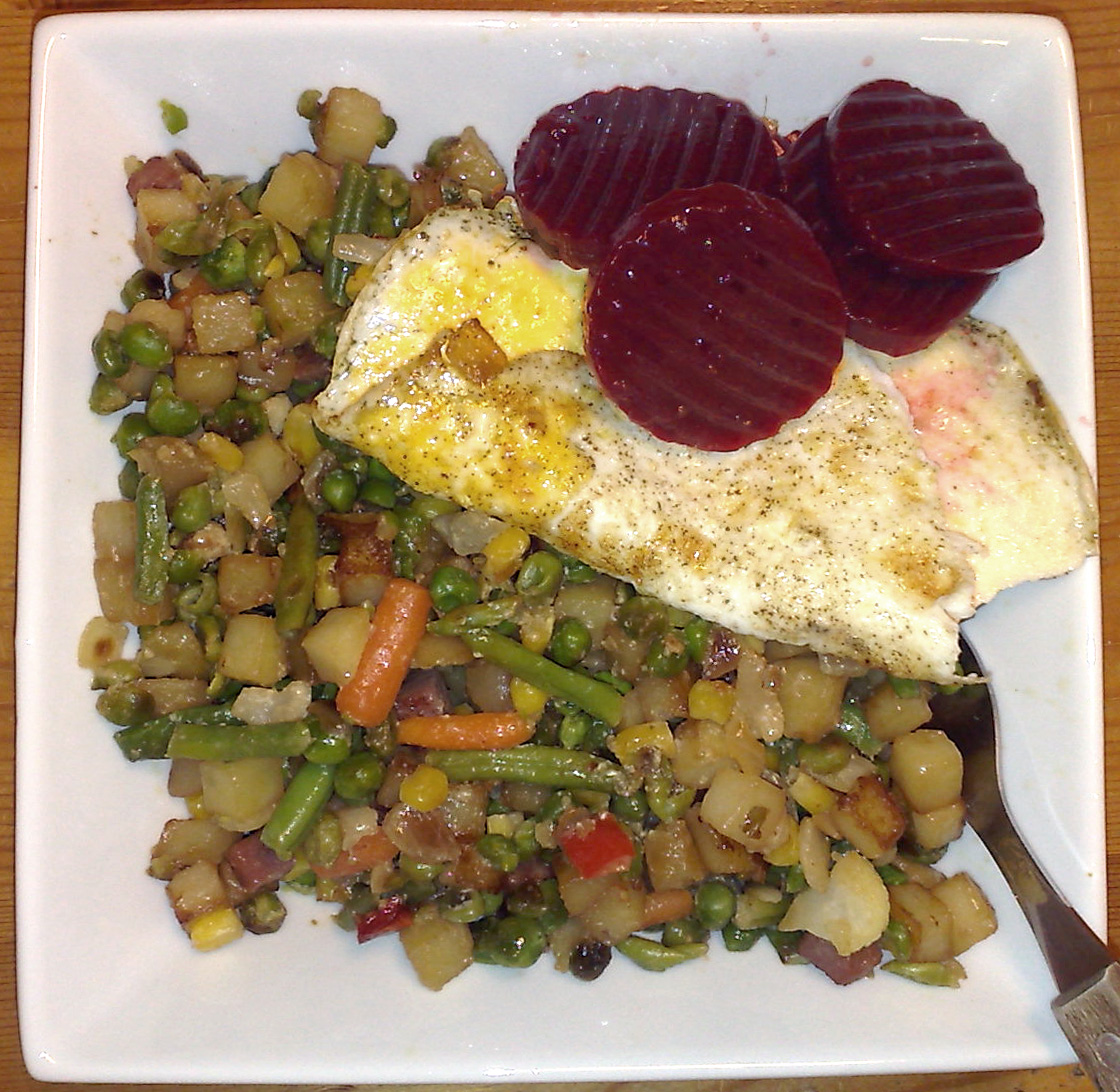
Un piatto di "pytt i panna" con verdure, carne e uova fritte

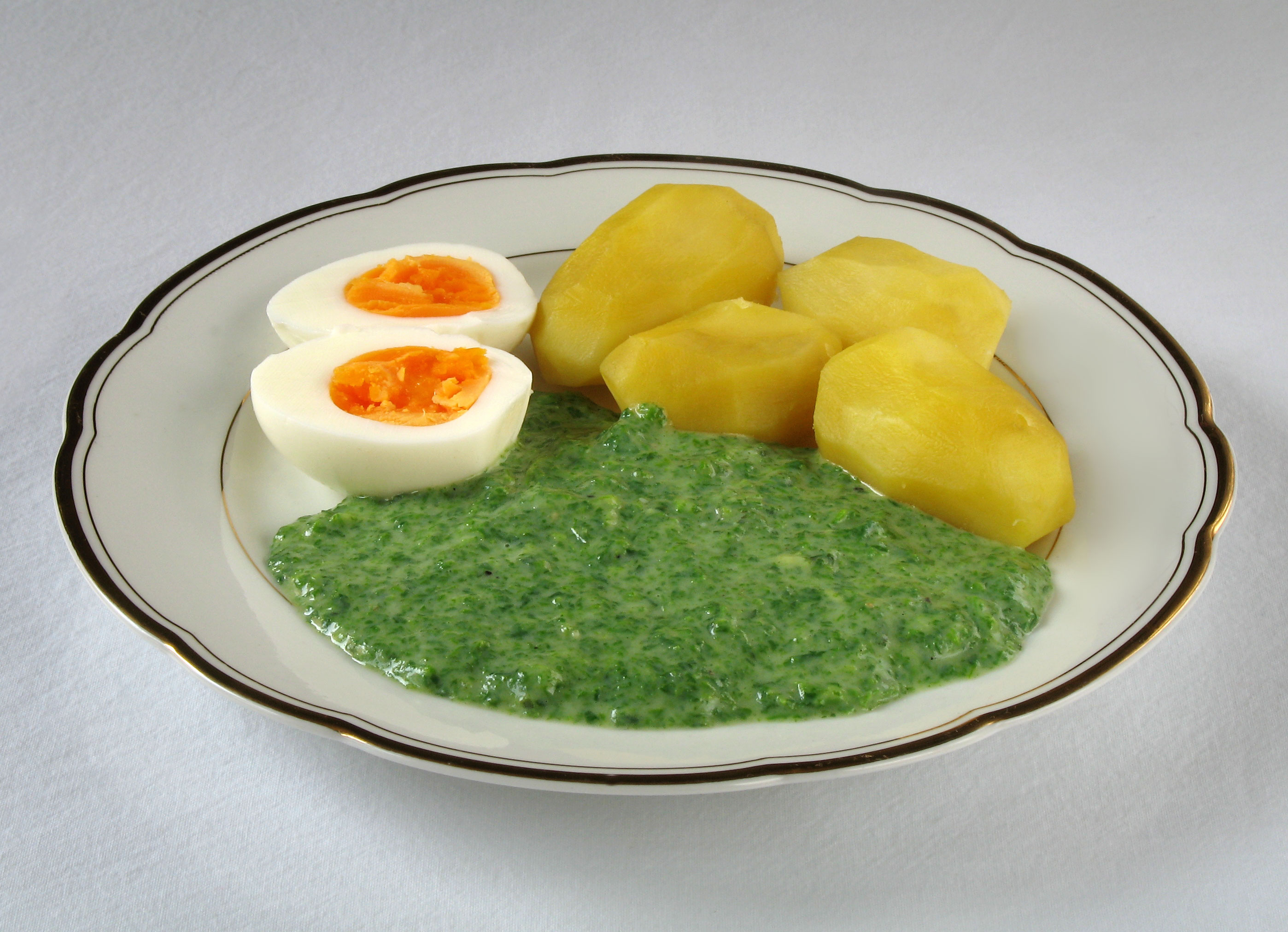
Zuppa di ortiche con uova e patate

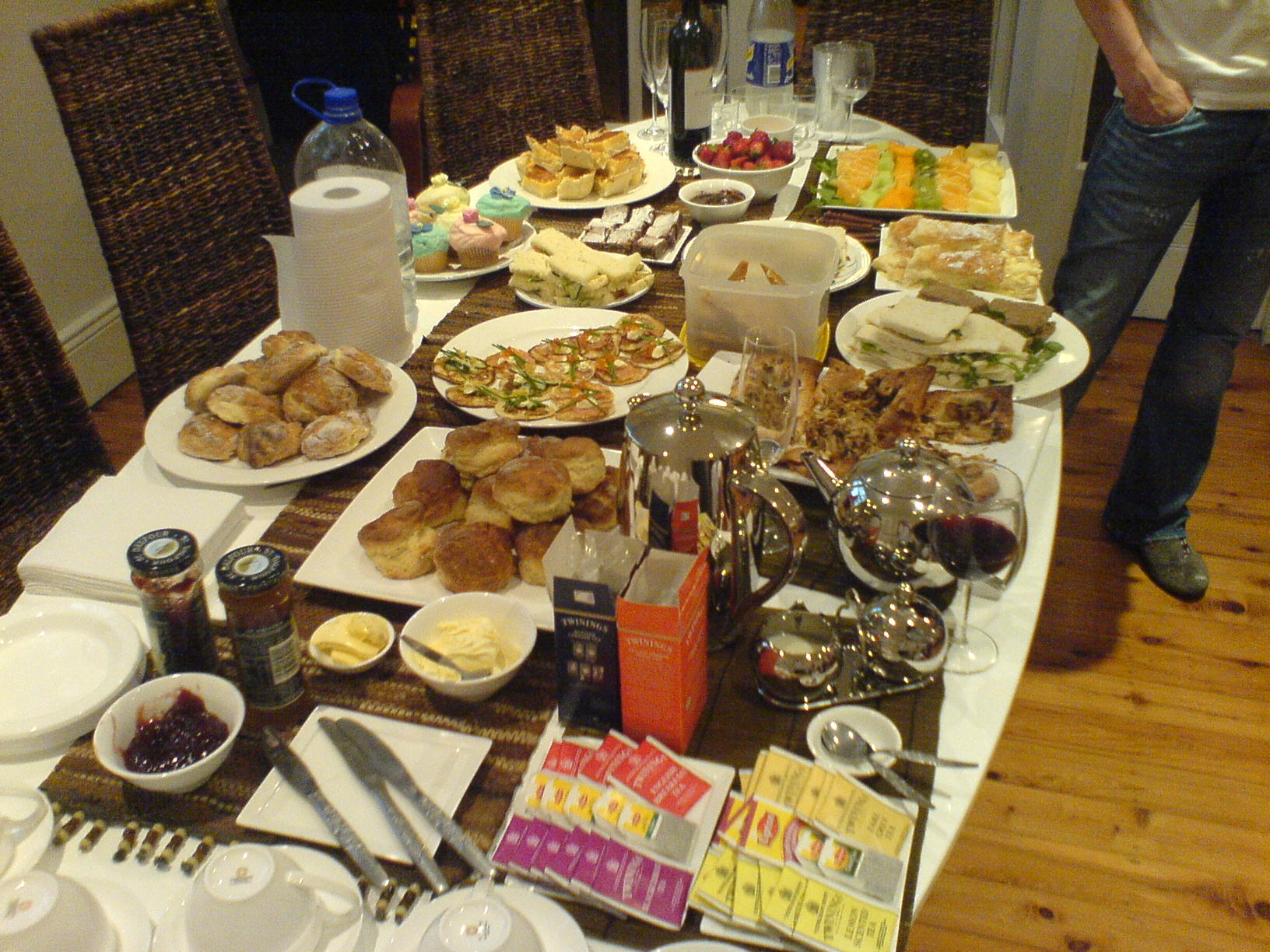
Lo smörgåsbord

La cucina svedese risulta piuttosto suggestiva nella presentazione dei cibi e anche legata alle tradizioni. Grande è la diffusione di minestre e carni, mentre limitato è l'uso di spezie e aromi. Enorme importanza ha anche il pesce: di sicuro, in Svezia è l'aringa (sill) a dominare la scena culinaria ittica. Altri pesci comunissimi sono il salmone, soprattutto fresco, e quelli di acqua dolce, come il luccio e il persico.
Le foreste forniscono un'abbondante selvaggina, in particolare alci e, al nord, renne, preparate in arrosti (renstek) con contorni di ortaggi.
A ogni modo, come ogni paese, anche la Svezia ha i suoi piatti tipici, molto amati in patria. Tra questi occorre citare:
| Piatto                    | Descrizione                                                  |
| ------------------------- | ------------------------------------------------------------ |
| Bruna bönor och fläsk     | Maiale con fagioli scuri                                     |
| Fläskkottlet med äpplemos | Braciola di maiale con purea di mele                         |
| Kalops                    | Stufato di manzo                                             |
| Kåldomar                  | Involtini di cavolo con carne tritata                        |
| Köttbullar                | Polpette di carne                                            |
| Nässelsoppa               | Zuppa di ortiche con uova sode                               |
| Pannbiff                  | Bistecca di carne tritata                                    |
| Pytt i panna              | Carne a dadini fritta con patate e cipolle                   |
| Toast skagen              | Toast con uova di pesce, cipolla rossa tritata e panna acida |

Altre pietanze, anch'esse molto apprezzate ma diffuse soprattutto a livello regionale, sono i mirtilli rossi, serviti nell'estate nordica come contorno di piatti a base di carne. Sempre nel nord del paese è molto amato il caviale di Kalix (Kalixlöjrom), talmente pregiato da essere tutelato dall'Unione europea con il marchio DOP. Invece, tradizione tipicamente svedese, soprattutto a mezzogiorno, è la "tavola del pane imburrato" (traduzione letteraria per smörgåsbord), che in realtà è più un buffet con la presenza di tutti gli alimenti e non del solo pane; in passato, la tradizione voleva che si facesse anche al mattino, mentre in epoca moderna la sua diffusione sta lentamente diminuendo. Per quanto riguarda i dolci e la pasticceria, la cucina svedese in realtà non ha molto da offrire, se non delle semplici crostate ai frutti di bosco oppure dolci a base di panna montata.
Tra i dolci tipici, non solo della Svezia ma di tutti i Paesi scandinavi e dei Paesi baltici ricordiamo la semla, dolce, in particolare del periodo di inizio Quaresima e lunedì prima della Quaresima.
La colazione è abbondante e basata prevalentemente su piatti salati, quali il salmone affumicato, il pâté, gli insaccati, la carne e le immancabili aringhe; tuttavia, trovano a volte spazio anche il latte, lo yogurt, la marmellata e la frutta. Il pranzo è caratterizzato da un antipasto o una minestra, seguiti dalla portata principale (varmrätt, in genere a base di carne o pesce) e dal contorno; per terminare si usa prendere un dolce e/o un caffè.
Le bevande alcoliche sono poste sotto il monopolio dello Stato, e pertanto acquistabili (spesso a carissimo prezzo) solo nelle rivendite autorizzate denominate Systembolaget, da chi abbia compiuto i 20 anni. Tra i superalcolici, sono preferite l'acquavite e la vodka, talvolta aromatizzata alla frutta. Il vino non è di produzione locale, per cui i suoi prezzi sono più alti che per gli altri alcolici, sebbene sia proprio per questo consentita l'ordinazione in calice. Tuttavia, il primato nazionale spetta alla birra, che è reperibile relativamente a buon mercato in bottiglia o alla spina ed è suddivisa in tre "fasce" di qualità: lättöl (la più leggera, con gradazione 1,8%), mellanöl (media gradazione, tra 1,9% e 2,8%) ed exportöl (la più pesante, con gradazione pari o superiore a 2,9%).
Tra le bevande analcoliche, è molto diffusa la Trocadero.

## Festività
Il calendario delle festività svedesi è composto principalmente da festività cristiane. Molte di queste comunque sono una continuazione di costumi pre-cristiani come la Festa di Mezza Estate o la Notte di Walpurgis.
| Data                                  | Nome italiano                         | Nome locale            | commenti                                                                   |
| ------------------------------------- | ------------------------------------- | ---------------------- | -------------------------------------------------------------------------- |
| 1º gennaio                            | Capodanno                             | Nyårsdagen             |                                                                            |
| 6 gennaio                             | Epifania                              | Trettondagen           |                                                                            |
| 24 febbraio                           | Giorno finnosvedese                   | Sverigefinnarnas dag   | anniversario di nascita di Carl Axel Gottlund                              |
| Venerdì (variabile)                   | Venerdì santo                         | Långfredagen           | Il venerdì precedente la domenica di Pasqua                                |
| Sabato (variabile)                    | Sabato santo                          | Påskafton              |                                                                            |
| Domenica (variabile)                  | Pasqua                                | Påskdagen              | Il giorno di Pasqua                                                        |
| Lunedì (variabile)                    | Lunedì dell'Angelo                    | Annandag påsk          | Il giorno dopo Påskdagen                                                   |
| 30 aprile                             |                                       | Valborgmässoafton      | Vigilia di Santa Valborg (1º maggio), si festeggia con falò e canti corali |
| 1º maggio                             | Primo Maggio                          | Första maj             | Vedi anche Notte di Valpurga                                               |
| Giovedì (variabile)                   | Ascensione                            | Kristi himmelsfärdsdag | 40 giorni dopo Pasqua                                                      |
| Domenica (variabile)                  | Pentecoste                            | Pingstdagen            | 50 giorni dopo Pasqua                                                      |
| 6 giugno                              | Festa nazionale della Svezia          | Sveriges nationaldag   |                                                                            |
| Terzo venerdì di giugno               | Vigilia della Festa di Mezza Estate   | Midsommarafton         | Non ufficiale, ma comunque festività a tutti gli effetti                   |
| Terzo sabato di giugno                | Festa di Mezza Estate                 | Midsommardagen         |                                                                            |
| Sabato (dal 30 ottobre al 6 novembre) | Ognissanti                            | Alla helgons dag       | Spostata dal 1º novembre                                                   |
| 6 novembre                            | Giorno di Gustavo II Adolfo di Svezia |                        |                                                                            |
| 13 dicembre                           | Santa Lucia                           | Lucia                  | Festa dedicata alla luce                                                   |
| 24 dicembre                           | Vigilia di Natale                     | Julafton               | Non ufficiale, ma comunque festività a tutti gli effetti                   |
| 25 dicembre                           | Natale                                | Juldagen               |                                                                            |
| 26 dicembre                           | Santo Stefano                         | Annandag jul           |                                                                            |
| 31 dicembre                           | Vigilia di Capodanno                  | Nyårsafton             | Non ufficiale, ma comunque festività a tutti gli effetti                   |
| Tutte le domeniche                    |                                       |                        | Festività ufficiali - I nomi seguono l'anno liturgico                      |

Il lunedì di Pentecoste non è più festività nazionale a partire dal 2005.